# Paraná
O Paraná é uma das 27 unidades federativas do Brasil. Está localizado ao norte da região Sul, da qual é único a fazer divisa com outras regiões. Possui como limites ao norte e a nordeste, com São Paulo, a leste com o Oceano Atlântico, ao sul com Santa Catarina, a noroeste com Mato Grosso do Sul, a oeste com os departamentos paraguaios de Canindeyú e Alto Paraná e a sudoeste com a província argentina de Misiones. Compreende uma superfície de 199 307,922 km², um pouco menor que a Romênia, país com formato semelhante. Com 399 municípios,  tem 11,44 milhões de habitantes, fazendo dele o quinto estado mais populoso do Brasil. Curitiba é sua capital e município com maior população. Os outros municípios mais populosos são Londrina, Maringá, Ponta Grossa, Cascavel, São José dos Pinhais e Foz do Iguaçu. É o quarto estado mais rico do Brasil pelo PIB, atrás de São Paulo, Rio de Janeiro e Minas Gerais. Sua economia está alicerçada nos setores agrícola (cana-de-açúcar, milho, soja, trigo, café, mandioca), industrial (agroindústria, papel e celulose) e no extrativista vegetal (madeira e erva-mate).
Seu relevo é elevado, com 52% do território encontrando-se além dos seiscentos metros e somente três aquém dos trezentos. Paraná, Iguaçu, Ivaí, Tibaji, Paranapanema, Itararé e Piquiri são os rios mais caudalosos. Possui um clima subtropical.
No século XVII foi encontrada na área do Paraná uma região aurífera, antecedente à descoberta das Minas Gerais, o que ocasionou a colonização tanto na costa como no interior. Com o avistamento das Minas Gerais, o ouro de Paranaguá perdeu a relevância. As famílias abastadas, que tinham enormes extensões de terra, começaram a se ocupar da produção de gado, com a qual mais tarde proveria a população das Minas Gerais. Entretanto, somente no século XIX, os proprietários rurais conquistaram decisivamente as terras do centro e do sul do Paraná.

No fim do século XIX, a erva-mate prevaleceu na economia e originou uma nova fonte de renda para os líderes que dividiam o poder. Com o surgimento das ferrovias, conectando a região da araucária aos portos e a São Paulo, já no fim do século XIX, aconteceu novo surto de progresso. Desde 1850, o governo provincial realizou um grande programa de povoamento, principalmente de alemães, italianos, poloneses e ucranianos. Estes concorreram definitivamente para o crescimento da economia paranaense e para a transformação de sua organização social.

## Etimologia
O nome do estado provém do termo da língua geral paulista paraná, que significa “rio”. Apesar disso, algumas fontes dizem que o termo para significa “mar”, e anã, “que se parece/assemelha”, sendo, por isso, “(rio) parecido com/semelhante ao oceano”, provavelmente por sua dimensão. Refere-se ao rio Paraná, que delimita a fronteira ocidental de seu território, onde ficava o salto de Sete Quedas, hoje submerso pela represa da Usina Hidrelétrica de Itaipu, na divisa com Mato Grosso do Sul e com o Paraguai. O rio Paraná nasce da confluência dos rios Paranaíba e Grande, que se encontram quase mais a oeste de Minas Gerais. O potamônimo deu o nome à região, que foi elevada à categoria de província autônoma em 1853, desmembrando-se de São Paulo, e a de estado em 1889. A pronúncia “Paranã” era encontrada até há pouco tempo. Os naturais do estado são denominados paranaenses.

## História

### Pré-história e povos indígenas
Os primeiros paleoíndios chegaram ao que é hoje o Paraná há 15 mil anos, conforme atestam vestígios arqueológicos encontrados em diferentes partes do estado. Há cerca de 10 mil anos, com o clima da região cada vez mais quente e úmido, mais povos caçadores-coletores paleoíndios, relacionados aos sambaquieiros e às tradições Humaitá e Umbu, se fixaram no território paranaense.
Por volta de quatro mil anos, os agricultores e ceramistas proto-jê chegaram ao Paraná, vindos do Planalto Central Brasileiro, e se miscigenaram aos caçadores-coletores que já habitavam a região. Esses eram os ancestrais dos caingangues e xoclengues.
Por volta de dois mil anos atrás, os povos tupi-guaranis alcançaram as terras paranaenses, chegando primeiro ao norte e oeste do estado, para depois ocuparem o Planalto de Curitiba e o litoral.
Na época da chegada dos europeus, o Paraná era ocupado pelos guaranis, do ramo tupi-guarani, no litoral e parte do interior, e os caingangues, do ramo macro-jê, que ocupavam a maioria do interior do estado.

### Período colonial

Capitanias do Brasil em 1534

Com a assinatura do Tratado de Tordesilhas (1494), o território paranaense a oeste de Paranaguá ficou pertencente à Espanha, enquanto o litoral foi posse portuguesa. No século XVI, o litoral do Paraná foi esporadicamente visitado por diversas expedições à procura de madeira de lei.

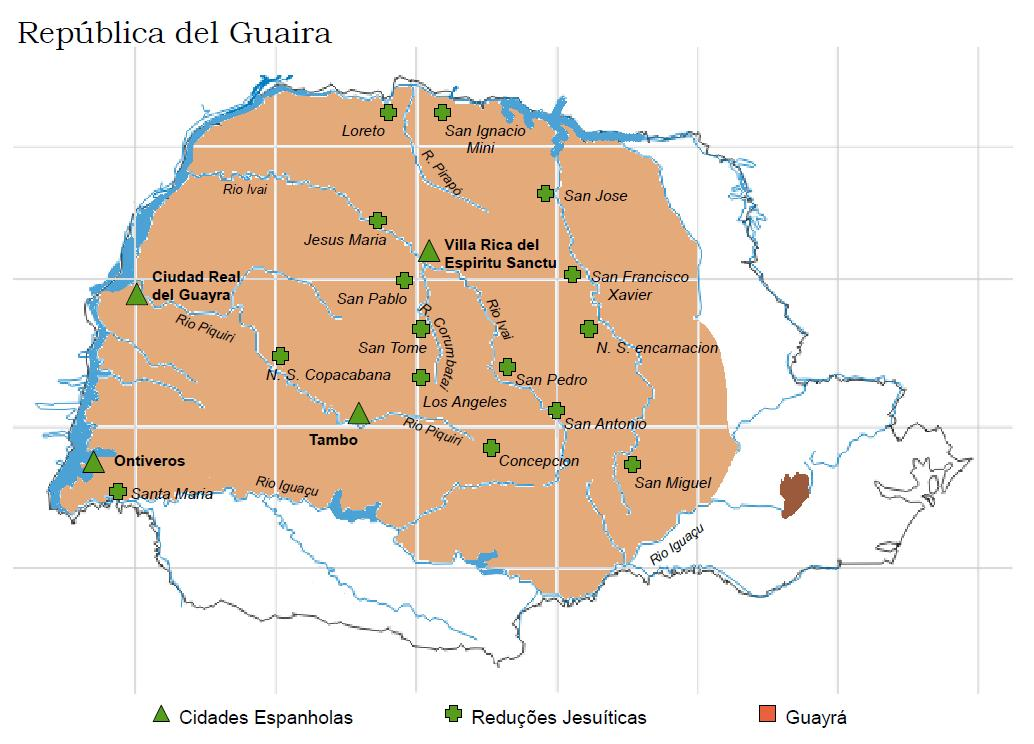
Mapa da região do Guayrá

Em 1554, os espanhóis começaram a colonização da região conhecida como Guairá, que abrangia grande parte do atual território paranaense, com a fundação naquele ano, por Domingo Martínez de Irala, da vila de Ontiveros, localizada nas margens do Rio Paraná, próxima ao Salto de Sete Quedas, a qual, em 1557, foi substituída pela Cidade Real do Guairá, localizada na confluência do Rio Piquiri com o Paraná. Em 1576, fundaram a Vila Rica do Espírito Santo, na região do atual município de Nova Cantu, cuja localização foi transferida, em 1589, devido a um surto de varíola, para as margens do Rio Ivaí. No final do século XVI e início do XVII, padres jesuítas espanhóis estabeleceram missões para a catequese e proteção dos indígenas, as quais sofreram constantes ataques dos bandeirantes paulistas. Em 1629, os estabelecimentos dos jesuítas, exceto Loreto e Santo Inácio, se encontravam inteiramente destruídos pelos bandeirantes e, em 1632, Antônio Raposo Tavares cercou e destruiu Vila Rica, último reduto espanhol eficaz para proporcionar resistência. Com isso, os espanhóis abandonaram a região.
Na primeira metade do século XVII, com o descobrimento do ouro no território (inicialmente no litoral) e a escassez de indígenas para escravizar, os bandeirantes paulistas passaram a se dedicar e a colonizar a região. Em 1648, a povoação de Paranaguá foi elevada à condição de vila pelo bandeirante Gabriel de Lara e, anos depois, ali foi instalada uma casa de fundição. Em 1649, Eleodoro Ébanos Pereira subiu a Serra do Mar e descobriu jazidas de ouro nos Campos de Curitiba e, com isso, mineradores vindos de Paranaguá e outras vilas na Capitania de São Vicente se fixaram ali, formando povoações como a Vilinha e Nossa Senhora da Luz dos Pinhais, este último elevado à condição de vila em 1693, sendo o embrião da atual cidade de Curitiba.
A Capitania de Nossa Senhora do Rosário de Paranaguá, fundada pelo Marquês de Cascais em 1656, substituiu a Capitania de Santana, que começava na foz da baía de Paranaguá e acabava na atual cidade catarinense de Laguna.
Os desafios na extração do ouro eram enormes, em virtude do razoável desconhecimento dos métodos de exploração e da carestia de mão-de-obra, posto que o indígena havia sido exterminado. Dessa forma, no momento em que foi encontrado ouro em Minas Gerais, o ouro do Paraná perdera toda a relevância. Apenas em 1820, o oeste do Paraná foi entregue a Portugal, sendo incorporado à Província de São Paulo.
Com a decadência da mineração de ouro, o povo de Paranaguá começou a se dedicar à agricultura e o de Curitiba, à criação de gado. Esta progrediu em função da demanda de alimentação e deslocamento dos mineradores das Minas Gerais. Com a construção do Caminho Viamão-Sorocaba, o qual conectava a Capitania d'El-Rei com a de São Paulo por intermédio da região de Curitiba, começou uma nova etapa na história paranaense: o tropeirismo, o qual se prolongou pelos séculos XVIII e XIX. Multiplicaram-se as propriedades rurais de criação de gado e a figura humana principal começou a ser o fazendeiro tropeiro, ou seja, o vendedor de tropas de gado, principalmente muar.

### Período imperial
Em 19 de fevereiro de 1811, no sul da Capitania de São Paulo, foi fundada a Comarca de Paranaguá, compreendida inicialmente pelas localidades de Antonina, Cananeia, Castro, Curitiba, Guaratuba, Iguape, Lages, Vila Nova do Príncipe, e com sede em inicialmente em Paranaguá, até sua transferência à Curitiba em 1812. Em 6 de fevereiro de 1842, Curitiba, sede da comarca, foi promovida à condição de cidade por uma lei provincial paulista. Além da economia da comarca ser baseada no comércio de gado, existia também um enorme desenvolvimento do cultivo de erva-mate, que eram exportadas para os mercados do Prata e do Chile.
Em julho de 1842, o presidente de São Paulo, o baiano José da Costa Carvalho, como uma punição aos paulistas pela sua presença nas revoltas liberais de 1842, influenciadas pela Guerra dos Farrapos no Rio Grande do Sul, solicita ao Imperador Dom Pedro II que a Comarca de Curitiba e Paranaguá seja elevada à condição de província.
 

Em 12 de abril de 1843, o deputado por São Paulo, Joaquim José Pacheco, também natural da Bahia, requere uma solicitação ao governo propondo a criação de uma nova província baseada nos limites territoriais compreendidos pela comarca. O projeto foi discutido por deputados paulistas e mineiros até o dia 17 de agosto de 1853, com o Imperador sancionando a Lei Imperial nº 704 em 29 de agosto de 1853, desmembrando de São Paulo a Comarca de Curitiba e Paranaguá e elevando-a à categoria de província denominada Paraná. Curitiba foi escolhida como capital da nova província e, em 19 de dezembro de 1853, tomou posse o seu primeiro presidente, Zacarias de Góis e Vasconcelos, tendo ele anteriormente também governado as províncias do Piauí e Sergipe.

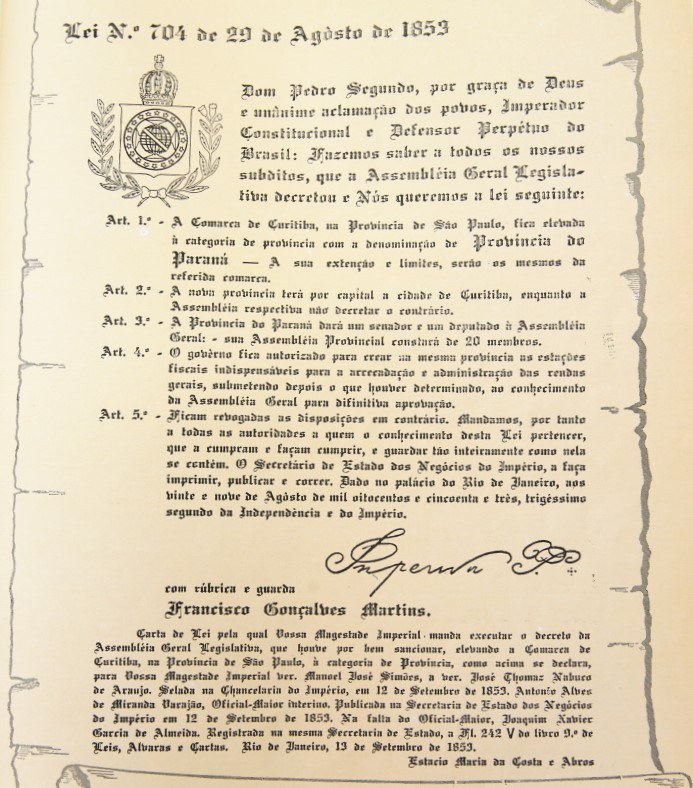
Lei Imperial n.º 704, de 29 de agosto de 1853, que criou a Província do Paraná

Devido à reduzida população provincial, começou um programa oficial de imigração europeia com desembarque no Porto de Paranaguá (especialmente de poloneses, alemães, austríacos, ucranianos e italianos), o qual colaborou para o desenvolvimento da colonização e da economia.
No final do século XIX, novo estímulo de progresso se deu com a construção das ferrovias, já que possibilitou o desenvolvimento da indústria de madeira, pois determinadas estradas de ferro conectavam as matas de araucárias aos portos, como Paranaguá, e a São Paulo. Ao mesmo tempo, o fim do transporte de muares causou uma crise na sociedade pastoril.

### Período republicano

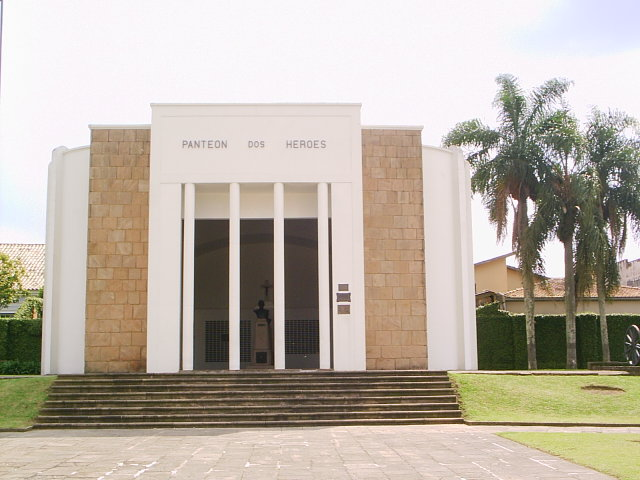
Panteon dos Heroes, onde jazem os corpos dos legalistas que combateram no Cerco da Lapa.

Em 15 de novembro de 1889, foi proclamada a República no Brasil e o Paraná se tornou um Estado da Federação, tendo sua primeira constituição estadual promulgada em abril de 1892. Durante a gestão do presidente Floriano Peixoto, a Revolução Federalista (1893-4) e a Revolta da Armada (1891) tiveram consequências no Paraná, em que foram declarados muitos combates.
Em 1912, iniciou-se a Guerra do Contestado, conflito que contrapôs os moradores carentes da região localizada entre os rios Negro, Iguaçu, Canoas e Uruguai, denominada "Contestado" por ser disputada entre Paraná e Santa Catarina, e as forças oficiais. O conflito no Contestado e o litígio entre Paraná e Santa Catarina terminaram em 1916.
A colonização do norte do Paraná se iniciou ainda no Império, nos primeiros anos da província, com a chegada de paulistas e mineiros no norte velho, mas ganhou grande impulso a partir da década de 1920, com as companhias colonizadoras e a chegada de colonos nacionais (sobretudo paulistas) e estrangeiros.
Na década de 1920, se iniciou a colonização do sudoeste do Paraná, sobretudo por colonos catarinenses e gaúchos, a qual, na década de 1940, se expandiu para o oeste do estado, até encontrar, na região de Campo Mourão, a frente de ocupação paulista, que se dirigia do norte para o sul.
Os correligionários da Revolução de 1930, a qual pôs Getúlio Vargas como presidente do Brasil, não sofreram grande oposição no Paraná. Na administração de Vargas, o estado possuiu um governante, Manuel Ribas (duas vezes como interventor, uma como eleito), quem sobressaiu por realizar obras relevantes. São exemplos: a Estrada do Cerne, o reaparelhamento do Porto de Paranaguá, além de rodovias, interligando algumas cidades do estado e da melhoria da educação, saúde e demais áreas. Nos anos 1950, o povoamento do território, terminado nos anos 1960, foi realizado.

Mapa do Paraná, 1934. Arquivo Nacional.

Entre 1947 e 1961, o Paraná era politicamente controlado por Moisés Lupion, por duas vezes governador (1947–50, 1956–61). Seu substituto, Ney Braga, amigo dos militares, também exerceu o cargo por duas vezes (1961–66; 1979–82). Escolhido pela população nas eleições estaduais no Paraná em 1982, José Richa foi governador do estado antes de 1986. Depois vieram os governadores eleitos Álvaro Dias (1987–1991) e Roberto Requião (1991–1994; 2002–2006; 2007–2010). Requião ficou no cargo até abril de 1994, quando foi sucedido por Mário Pereira, que concluiu o mandato.
Em 1994, foi eleito o candidato pedetista Jaime Lerner, ex-prefeito de Curitiba, que assumiu em janeiro de 1995, sendo reeleito em 1998. Requião venceu as eleições em 2002, permanecendo no cargo até 2006, quando foi substituído por Hermas Brandão, presidente da Assembleia Legislativa. Escolhido nas eleições estaduais no Paraná em 2006, Requião tomou posse em 2007. Em 1.º de abril de 2010, assumiu seu vice Orlando Pessuti, que completou o mandato. Beto Richa, filho do ex-governador José Richa, foi eleito governador em 2010 e reeleito em 2014. Richa continuou no governo do estado até abril de 2018, quando foi sucedido por Cida Borghetti, que concluiu o mandato. Em 2018, Ratinho Júnior foi eleito governador, assumindo o executivo em 2019. Reeleito em 2022, Ratinho Júnior tomou posse em janeiro de 2023.

## Geografia
O Paraná é uma das 27 unidades federativas do Brasil, localizado a norte da região Sul. Tem como limites São Paulo ao norte e nordeste; com Santa Catarina ao sul; com Mato Grosso do Sul a noroeste; com os departamentos paraguaios de Canindeyú e Alto Paraná a oeste; e com a província argentina de Misiones a sudoeste.
O estado tem 199 307,922 km² de área, um pouco menor do que a Romênia país com o qual tem um formato muito parecido, e um litoral com cerca de 100 km de extensão, o segundo menor do Brasil, superado apenas pelo Piauí, com 68 praias e diversas ilhas. Cortado a norte pelo Trópico de Capricórnio, o Paraná está situado entre os paralelos 22° 30′ 58″ N e 26° 43′ 00″ S e entre os meridianos 48° 05′ 37″ L e 54° 37′ 08″ O. Tem quatro pontos extremos. São eles: a cachoeira do Saran Grande, em Jardim Olinda, a norte; a nascente do Rio Jangada, em General Carneiro, a sul; a leste a foz do Ararapira, em Guaraqueçaba, e a oeste o Porto Palacim em Foz do Iguaçu.
Mais de 52% do território do Paraná localiza-se além de 600 m e 89% para além de 300 m; apenas 3% localiza-se aquém de 200 metros. Dominam o relevo do estado as áreas aplainadas dispostas a enorme altitude, formando planaltos montanhosos que compõem as serras do Mar e Geral. Os terrenos mais baixos estão situados na baixada litorânea, que abrange planícies de aluvião, areias e morros cristalinos; a parte norte se divide em duas partes para ceder lugar à baía de Paranaguá, com aspecto em formato de dedo.
40% do território, no Norte do Paraná, se encontra revestido pela terra roxa, o melhor solo do Brasil. Ela expandiu a cafeicultura, no estado, desde 1920. Tanto os solos das florestas como das formações campestres são inférteis. Nestes últimos, estão sendo empregadas tecnologias inovadoras para sua melhor utilização.
Suas principais bacias fluviais são: a bacia do rio Paraná, no oeste, a de Paranapanema no norte, a do Iguaçu no sul e as do Atlântico Sudeste e do Atlântico Sul no leste. A maioria dos rios do estado é afluente do rio Paraná, dos quais os mais longos são Paranapanema, que separa a divisa norte do Paraná com São Paulo, e o Iguaçu, que delimita parcialmente o Paraná com Santa Catarina e a Argentina. A oeste, o rio Paraná separa o estado do Paraguai e a noroeste, Mato Grosso do Sul. Alguns pequenos rios descem em direção ao litoral, sendo que os mais extensos correm ao estado de São Paulo, desembocando no rio Ribeira de Iguape.

### Clima

Paraná segundo a classificação climática de Köppen-Geiger.

O Paraná compreende três tipos climáticos, a saber: os climas Cfa, Cfb e Cwa da classificação de Köppen. O clima subtropical Cfa aparece na planície litorânea e no oeste do estado (áreas menos elevadas do planalto) e apresenta temperaturas médias anuais em torno dos 19 °C e índice pluviométrico de 1 500 mm anuais.
O clima Cfb, subtropical com chuvas bem divididas no decorrer do ano e verões suaves, aparece na parte mais alta e abrange os três planaltos: cristalino, paleozoico e o leste do planalto basáltico, com temperaturas médias de 17 °C e pluviosidades regulares durante todo o ano, em torno de 1 200 milímetros.
O clima Cwa, subtropical com invernos secos e verões cálidos, aparece na parte noroeste do território estadual, característico dos regimes tropicais, com chuvas no verão e estiagem no inverno; a média térmica é um pouco mais elevada, por volta de 20 °C. O índice pluviométrico atinge 1 300 mm anuais. Em determinadas épocas do ano, em especial no inverno acontecem geadas, mais frequentes nas áreas de mais altitude onde, em algumas ocasiões, ocorrem quedas de neve, um fenômeno raramente visto na região de Curitiba.

### Meio ambiente
As florestas tropicais, uma porção da Mata Atlântica, abrangiam primitivamente quase metade (46%) do Paraná, sendo parte dela composta por formações latifoliadas e coníferas, e nas partes mais rebaixadas ou de mais baixa latitude (incluindo-se aí toda a fração norte do território estadual). Há outra mista, abundante na porção mais extensa do planalto cristalino e, em menores porções, no extremo leste do basáltico e um pequeno pedaço do paleozoico. Hoje em dia, é a floresta mais economicamente explorada, sendo os últimos remanescentes encontrados na planície litorânea, na encosta da serra do Mar e nos vales dos rios Iguaçu, Piquiri e Ivaí. O pinheiro-do-paraná (Araucaria angustifolia) é uma das principais espécies encontradas, além de outras latifoliadas, entre os quais imbuia, cedro e erva-mate.
Os campos limpos abrangem mais de 9% do território do Paraná e predominam na parte leste do planalto paleozoico, além de partes de Curitiba e Castro, no cristalino; Guarapuava, Palmas e outras, pequenas, no basáltico. Os campos cerrados constituem pequenas manchas no planalto paleozoico e no basáltico e são pouco expressivos, abrangendo menos de 1% superfície estadual.
Segundo o Instituto Chico Mendes de Conservação da Biodiversidade, no Paraná existem 29 unidades de conservação, criadas com o objetivo de preservar ecossistemas bastante degredados, além de conservar a flora, a fauna, os recursos hídricos e promover o desenvolvimento sustentável, dentre vários motivos. Do total, quatorze reservas biológicas, cinco parques nacionais, três florestas, duas estações ecológicas, duas áreas de proteção ambiental e um refúgio de vida silvestre. Quinze delas são administradas pelo governo federal, através do IBAMA, órgão vinculado pelo Ministério do Meio Ambiente e Mudança do Clima.
A fauna paranaense varia conforme o ambiente geográfico e é formado por espécies terrestres, que habitam as florestas e os campos, e aquáticas, que vivem nos rios ou no mar, além de anfíbios, que possuem habitat tanto na terra como na água. Entre as espécies terrestres destacam-se, entre várias delas, a anta ou tapir, guará, guaraxaim, caititu, bugio, onça, gato-maracajá, jaguatirica, tatu, paca, veado e quati, cobras, além das aves, como papagaio, tucano, gralha, pica-pau, bem-te-vi, etc. Na fauna aquática destacam-se alguns exemplos de peixes. São eles: jaú, dourado, pintado e o surubim, encontrados especialmente no rio Paraná e afluentes. Da fauna do mar existem: pescada, tainha, robalo, linguado e uma abundância de outros peixes, além do boto, o qual é um mamífero. Dentre os anfíbios existem a capivara, cágado, tartaruga-marinha, lontra, ariranha e o próprio jacaré, este que se encontra no rio Paraná e certos rios litorâneos.

## Demografia
A população do estado do Paraná no censo demográfico de 2022 era de 11 444 380 habitantes, sendo a quinta unidade da federação mais populosa do país e apresentando uma densidade demográfica de 57,4 pessoas por quilômetro quadrado (a décima segunda maior do Brasil).
De acordo com este mesmo censo demográfico, 51,27% eram do sexo feminino e 48,73% do masculino. Em doze anos, o estado registrou uma taxa de crescimento populacional de 9,7%.
Entre as décadas de 1940 e 1970, o Paraná registrou elevadas taxas de crescimento, o que se deve à migração interna, vinda predominantemente dos estados de São Paulo, Minas Gerais, Rio Grande do Sul e Santa Catarina.
O Índice de Desenvolvimento Humano do Paraná é considerado alto conforme o Programa das Nações Unidas para o Desenvolvimento. Segundo o último Atlas do Desenvolvimento Humano do Brasil, com dados relativos a 2021, o seu valor era de 0,769, estando na sétima colocação ao nível nacional. Considerando-se o índice de longevidade, seu valor é de 0,830 (9.º), o do de renda é 0,757 (6.º) e o de educação é de 0,668 (6.º).
O coeficiente de Gini, que mede a desigualdade social, é de 0,47 e a incidência da pobreza de 39,07%. A taxa de fecundidade do Paraná é de 1,86 filhos por mulher, uma das mais baixas do Brasil.

### Aglomerados urbanos

Densidade demográfica por município paranaense

Regiões metropolitanas do Paraná
Apucarana
Campo Mourão
Cascavel
Curitiba
Londrina
Maringá
Toledo
Umuarama

Dos 399 municípios paranaenses, apenas dois têm população acima dos quinhentos mil: Curitiba, que é a capital, e Londrina, no norte do estado. Outros 22 têm entre 100 001 e 500 000 (Maringá, Ponta Grossa, Cascavel, São José dos Pinhais, Foz do Iguaçu, Colombo, Guarapuava, Paranaguá, Araucária, Fazenda Rio Grande, Toledo, Apucarana, Pinhais, Campo Largo, Arapongas, Almirante Tamandaré, Umuarama, Piraquara, Sarandi, Cambé, Campo Mourão e Francisco Beltrão), doze de 50 001 a 100 000, 55 de 20 001 a 50 000, 109 de 10 001 a 20 000, 105 de 5 001 a 10 000, 91 de 2 001 a 5 000 e cinco até dois mil (Esperança Nova, Miraselva, Santa Inês, Nova Aliança do Ivaí e Jardim Olinda).
A maior parte da população do estado se concentra na Mesorregião Metropolitana de Curitiba, que corresponde à região leste paranaense, com mais de 30% da população paranaense. Curitiba, sozinha, abrigava 16,8% do total de habitantes, além de possuir a maior densidade demográfica em relação aos demais municípios (4 024,84 hab./km²), enquanto Alto Paraíso, no noroeste, detinha a menor (3,31 hab./km²).
O território do Paraná situa-se dentro da área influenciada pela cidade de São Paulo. A metrópole paulista lidera a economia paranaense através das cidades de Ourinhos, em São Paulo, e Jacarezinho, Maringá, Londrina e Curitiba, no Paraná. Ourinhos e Jacarezinho exercem domínio, em grupo, sobre a parte leste do norte do Paraná; Londrina a parcela central da região, e Maringá, o oeste.
Curitiba domina todo o restante do estado do Paraná e ainda quase todo o estado de Santa Catarina, menos na porção oriental, a região de Tubarão e, na parte ocidental, a de Chapecó. A capital age, na área influenciada pelo Paraná, diretamente ou através dos centros intermediários de Ponta Grossa e Pato Branco. A área de influência direta compreende toda a porção oriental e sudeste do estado. Pato Branco domina a parte sul-ocidental, e Ponta Grossa, toda a porção central e ocidental.
A Grande Curitiba, instituída pela lei complementar federal n.º 14 de 1973, foi a primeira RM do Paraná a ser criada, inicialmente com quatorze municípios, até chegar aos 29 atuais. É também a mais populosa do estado, com mais de 3,5 milhões de habitantes, e a oitava maior do Brasil. Em 1998, através de lei complementar estadual, foram instituídas as RMs de Londrina e Maringá. A de Umuarama, a quarta do estado, foi criada em agosto de 2012 e, em janeiro de 2015, foram criadas mais outras quatro: Apucarana, Campo Mourão, Cascavel e Toledo, passando para oito atuais.

### Religiões

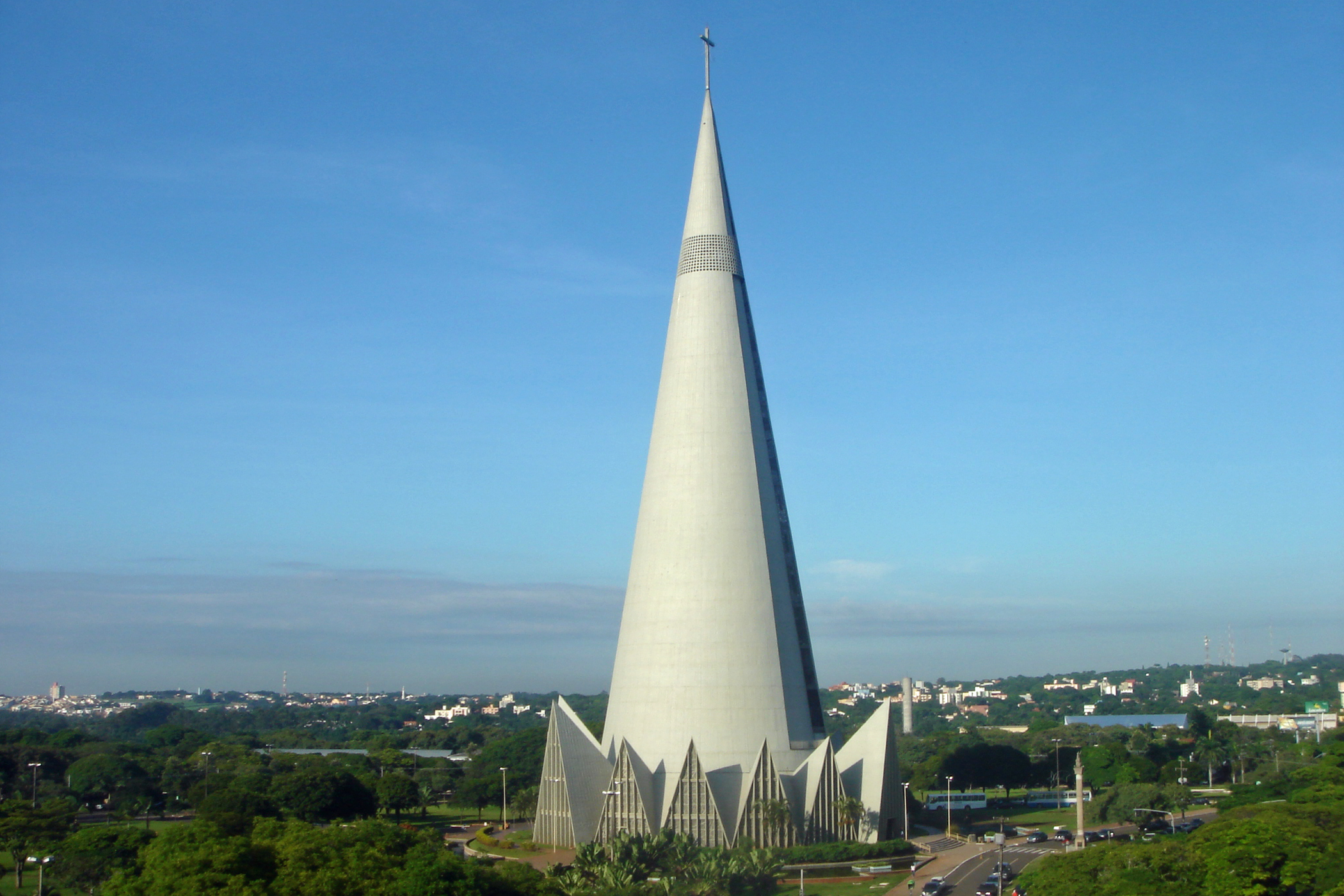
A Catedral de Maringá, o segundo mais alto monumento da América do Sul.

De acordo com o censo demográfico de 2010, a população do Paraná é formada majoritariamente por católicos apostólicos romanos (70,596%); protestantes (21,176%); espíritas (1,042%); Testemunhas de Jeová (0,576%); mórmons (0,205%); católicos brasileiros (0,19%); budistas (0,146%); novos religiosos orientais (0,096%), dentre os quais os messiânicos (0,054%); islâmicos (0,073%); ortodoxos (0,079%); umbandistas (0,067%); judaístas (0,039%); espiritualistas (0,025%); tradições esotéricas (0,024%); indígenas (0,019%); candomblezeiros (0,018%) e hinduístas (0,002%). Outros 4,644% não tinham religião, incluindo-se aí os ateus (0,322%) e agnósticos (0,065%); 0,537% seguiam outras religiosidades cristãs; 0,35% não tinham fé determinada; 0,07% não souberam, 0,012% praticavam outras religiões; 0,007% outras crenças orientais e 0,005% não declararam.
Segundo a divisão da Igreja Católica no Brasil, o Paraná pertence à Regional Sul II e seu território é dividido em quatro províncias eclesiásticas, formadas pelas arquidioceses de Cascavel, Curitiba, Londrina e Maringá, e mais 14 dioceses sufragâneas destas.
O Paraná abriga a maior festa religiosa do Sul do Brasil e a terceira maior do país, a Festa Estadual de Nossa Senhora do Rocio, padroeira do estado, celebrada anualmente em 15 de novembro (Feriado Estadual). O evento religioso é acompanhado por milhares de romeiros de todo país que participam das atividades religiosas e culturais que ocorrem na cidade de Paranaguá (litoral do Paraná), mais especificamente, no Santuário Estadual de Nossa Senhora do Rocio.
O estado também possui os mais diversos credos protestantes, sendo a Igreja Universal do Reino de Deus, a Congregação Cristã no Brasil, a Batista e a Assembleia de Deus as maiores denominações. Como mencionado, 21,176% da população paranaense se declararam protestante, sendo que 12,3% pertenciam às igrejas de origem pentecostal, 4,832% às protestantes não determinadas e 4,03% às de missão.

### Composição étnica, migração e povos indígenas

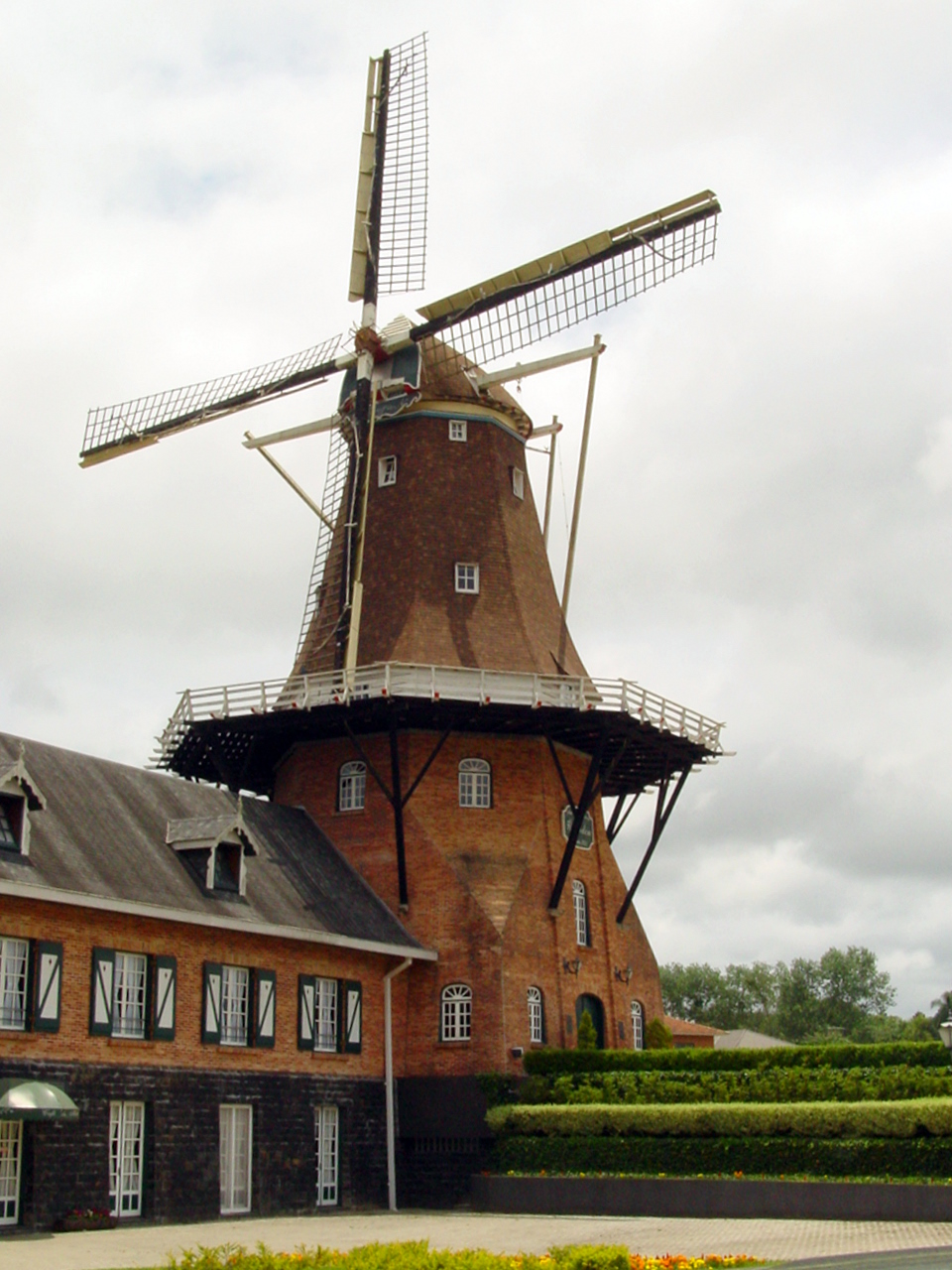
De Immigrant ("O Imigrante"), moinho de vento em estilo holandês na colônia de Castrolanda, no município de Castro.

A população do Paraná é composta basicamente por caucasianos, pardos, afro-brasileiros e povos indígenas. No Brasil colonial, os colonizadores espanhóis foram os primeiros a iniciar o povoamento no território paranaense. O Paraná foi colonizado por portugueses e demais imigrantes europeus (italianos, poloneses, alemães, ucranianos, neerlandeses, franceses e ingleses) e asiáticos (japoneses, coreanos e árabes).
Segundo resultados do censo demográfico de 2022, atualmente vivem no estado do Paraná cerca de trinta mil indígenas, dos quais 45,60% (13.893 indivíduos) estão localizados em terras indígenas e 54,40% (16.573) estão fora de terras indígenas. De acordo com a Secretaria de Estado da Educação do Paraná, em 2003 a população indígena estava distribuída em dezenove grupos, ocupando área de 85 264,030 hectares de extensão. Um total de dezessete áreas já se encontravam demarcadas definitivamente pela Fundação Nacional do Índio (FUNAI), órgão do governo brasileiro responsável pela questão, e nelas se encontrava a totalidade dos indígenas residentes no estado. Dessas, destaca-se a de maior população, a reserva indígena Rio das Cobras, que abrange os municípios de Nova Laranjeiras e Espigão Alto do Iguaçu.
Conforme pesquisa de autodeclaração do censo de 2022, 64,57% dos paranaenses declararam-se brancos, 30,06% pardos, 4,24% pretos, 0,88% amarelos e 0,24% indígenas. Em 2010, 99,73% eram brasileiros (99,52% natos e 0,21% naturalizados) e 0,27% estrangeiros. Entre os brasileiros, 88,50% nasceram no Sul (82,98% no próprio estado) e 11,5% em outras regiões, sendo 7,61% no Sudeste, 1,92% no Nordeste (1,92%), 0,7% no Centro-Oeste e 0,25% no Norte. Muitas pessoas migram de outros estados brasileiros para Paraná em busca de trabalho ou melhores condições de vida. Dentre os estados, São Paulo tinha o maior percentual de residentes (5,29%), seguido por Santa Catarina (2,84%) e Rio Grande do Sul (2,68%).
De acordo com um estudo de 2006, a composição genética do Paraná é a seguinte: 79% de herança europeia, 14% africana e 7% indígena. Um estudo mais recente, de 2013, encontrou 71,0% de contribuição europeia, 17,5% africana e 11,5% ameríndia.

## Governo e política
O estado do Paraná, assim como uma república, é governado por três poderes, todos com sede na capital: o executivo, representado pelo governador, o legislativo, pela Assembleia Legislativa do Paraná, e o judiciário, pelo Tribunal de Justiça do Paraná e outros tribunais, e juízes. Também é permitida a participação popular nas decisões do governo através de referendos e plebiscitos. A atual constituição do estado foi promulgada em 1989, acrescida das alterações resultantes de posteriores emendas constitucionais. Constituem símbolos estaduais a bandeira, o brasão e o hino, além do sinete.
O poder executivo paranaense está centralizado no governador do estado, que é eleito em sufrágio universal e voto direto e secreto, pela população para mandatos de até quatro anos de duração, e pode ser reeleito para mais um mandato. Ele é o responsável pela nomeação dos secretários de estado, que auxiliam no governo. A sede do governo estadual, o Palácio Iguaçu, foi inaugurada em 1953, em homenagem às comemorações do centenário da emancipação política do estado, sendo transferida temporariamente para o das Araucárias, desde 14 de maio de 2007 até 18 de dezembro de 2010. Naquela época, o Iguaçu voltou a abrigar a sede do governo paranaense. A residência oficial do governador do estado é a Granja do Canguiri.
Desde o começo do período republicano, assumiu pela primeira vez o governo do estado o fluminense Francisco José Cardoso Júnior, que esteve no poder entre 17 de novembro e 4 de dezembro de 1889. Foi apenas no ano de 1947 onde ocorreu a posse do primeiro governador escolhido por sufrágio universal, Moisés Lupion, eleito pela segunda vez para um mandato entre 1956 e 1961. O atual chefe do executivo paranaense é Ratinho Júnior, que assumiu o cargo em 1.º de janeiro de 2019, tendo como seu vice-governador, Darci Piana.
O poder legislativo estadual é unicameral e exercido pela Assembleia Legislativa do Paraná (Centro Leg. Presidente Aníbal Khury), formada por 54 deputados estaduais, eleitos de forma direta para mandatos quadrienais. Cabe à casa elaborar e votar leis fundamentais à administração e ao executivo, especialmente o orçamento estadual (conhecido como Lei de Diretrizes Orçamentárias). No Congresso Nacional, a representação paranaense é de três senadores e trinta deputados federais.
O poder judiciário tem a função de julgar, conforme leis criadas pelo legislativo e regras constitucionais brasileiras, sendo composto por desembargadores, além dos tribunais de júri, juizados especiais e juízes de direito, substitutos e de paz. A maior corte do Poder Judiciário paranaense é o Tribunal de Justiça do Estado do Paraná, localizado no Centro Cívico. Representações deste poder estão espalhadas pelo território estadual por intermédio de unidades denominadas de comarcas. De acordo com o Tribunal Superior Eleitoral, o Paraná possuía, em novembro de 2016, 7 864 377 eleitores, representando 5,376% do eleitorado brasileiro, o sexto maior do país.

## Subdivisões

Divisão das regiões intermediárias em vermelho e das imediatas em cinza no Paraná

O Paraná surgiu como unidade administrativa em 1853 com duas cidades, sete vilas, seis freguesias e quatro capelas curadas, sendo o município mais antigo, Paranaguá, fundado em 1648, e o último desse período foi Araucária, criado em 1890. Com a Independência do Brasil as províncias foram organizadas em 1823 e nesse ano o território já pertencia a São Paulo. Durante todo o período republicano o estado passou de dezenove localidades para 399 municípios, sendo a quinta unidade de federação com o maior número de cidades e a segunda da Região Sul, atrás do Rio Grande do Sul e à frente de Santa Catarina.
Os municípios são unidades constitutivas da união em patamar igual aos estados e são agrupados pelo IBGE em regiões geográficas intermediárias e imediatas. As regiões geográficas intermediárias congregam diversos municípios de uma área geográfica com similaridades econômicas e sociais, não constituindo uma entidade política ou administrativa, sendo utilizada apenas para fins estatísticos. As seis regiões geográficas intermediárias do Paraná são: Curitiba, Guarapuava, Cascavel, Maringá, Londrina e Ponta Grossa.
As regiões geográficas intermediárias se subdividem em regiões geográficas imediatas, que constituem um agrupamento de municípios limítrofes, com a finalidade de integrar a organização, o planejamento e a execução de funções públicas de interesse comum. O Paraná é dividido em 29 regiões geográficas imediatas: Curitiba, Paranaguá, União da Vitória, Guarapuava, Pitanga, Cascavel, Foz do Iguaçu, Toledo, Francisco Beltrão, Pato Branco, Laranjeiras do Sul-Quedas do Iguaçu, Dois Vizinhos, Marechal Cândido Rondon, Maringá, Campo Mourão, Umuarama, Paranavaí, Cianorte, Paranacity-Colorado, Loanda, Londrina, Santo Antônio da Platina, Apucarana, Cornélio Procópio-Bandeirantes, Ivaiporã, Ibaiti, Ponta Grossa, Telêmaco Borba e Irati.
O governo do Paraná divide o território estadual em regiões de gestão e planejamento, estabelecidas com o objetivo de centralizar a atividades das secretarias estaduais. Seus limites nem sempre coincidem com os das mesorregiões e microrregiões. As vinte e duas regiões administrativas do estado são: Paranaguá, Curitiba, Ponta Grossa, Jacarezinho, Londrina, Apucarana, Cianorte, Maringá, Paranavaí, Umuarama, Campo Mourão, Cascavel, Cornélio Procópio, Francisco Beltrão, Pato Branco, Guarapuava, União da Vitória, Irati, Toledo, Ivaiporã, Laranjeiras do Sul, e Pitanga.

## Economia

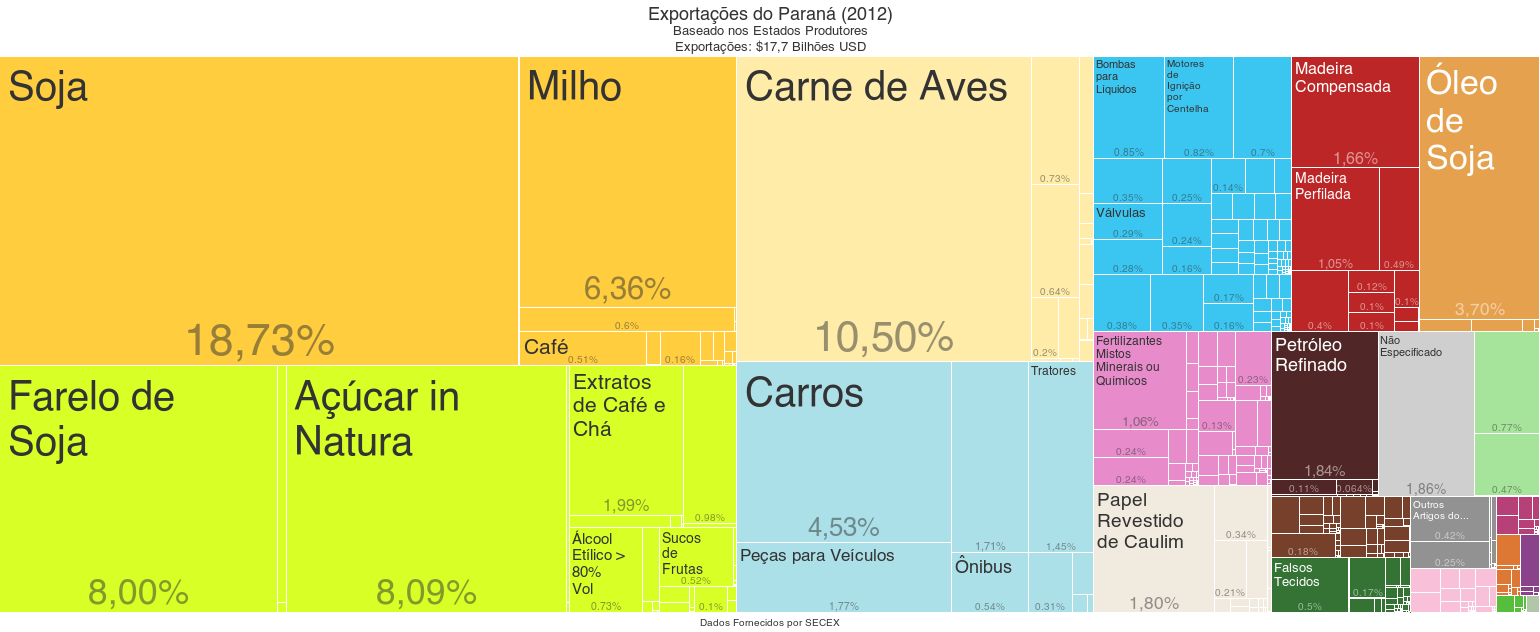
Exportações do Paraná - (2012)

Em 2022, o Paraná possuía o quarto PIB do Brasil, com 614 611 000 bilhões de reais, representando 6,1% do PIB nacional. Em 2003 a variação real foi de 5,2% em relação ao ano anterior. No ano seguinte, 2004, houve variação de 3,2%. Em 2005 a variação estimada pelo IPARDES é de apenas 0,3%. Essa desaceleração pode ser atribuída às crises no campo que vêm atingindo o estado nos últimos anos, e que acabam refletindo no comércio, serviços e até indústria. Cerca de 15% do PIB paranaense provém da agricultura. Outros 40% vêm da indústria e os restantes 45% são do setor terciário. Em 2007 apresenta um crescimento de mais de 7% do PIB, um dos melhores do país naquele ano. Quanto a sua pauta de exportações, no ano de 2012 os principais produtos exportados foram a Soja (18,73%), Carne de Aves (10,50%), Açúcar in Natura (8,09%), Farelo de Soja (8,00%) e Milho (6,36%).

### Setor primário
O setor primário é o menos relevante para a economia paranaense: em 2013, a agropecuária representava somente 10,4% do valor total adicionado à de todo o estado. O setor agropecuário do Paraná tem grande diversificação e alta produtividade, além de um progressivo parque industrial.
Os mais importantes produtos da agricultura paranaense são o trigo, o milho e a soja, riquezas das quais já alcançou recordes de safra, na concorrência com os demais estados. O cultivo da soja é o mais novo dos três e se desenvolveu tanto no norte como no oeste do estado, e depois no sul. Ainda é relevante o plantio de algodão herbáceo, especialmente no norte. A cafeicultura, que constitui uma das principais atividades agrícolas do estado, caso não desfrute da mesma grandiosidade de antigamente (o Paraná, sozinho, já chegou a produzir 60% do café de todo o mundo), ainda faz com que o Paraná continue sendo um dos mais importantes produtores da federação brasileira. Sua principal concentração reveste a área a oeste de Apucarana. Depois vêm os solos da região de Bandeirantes, Santa Amélia e Jacarezinho.
O Paraná se destaca na produção de cana-de-açúcar, onde é o 5.º maior produtor do Brasil, com cerca de 46 milhões de toneladas anuais, e de feijão, onde é o líder do país. Na atualidade, o Paraná é o 2.º maior produtor nacional de cereais, leguminosas e oleaginosas, com cerca de 15% do total brasileiro, perdendo apenas para Mato Grosso. É o 2.º maior produtor de soja (perto de 20 milhões de toneladas), de milho, de trigo (2,2 milhões de toneladas), de mandioca (3,2 milhões de toneladas), e 3.º maior de laranja (834 mil toneladas). É também um dos maiores produtores nacionais de aveia e erva-mate, e o 4.º maior produtor de tangerina e de morango, além de ter uma produção considerável de cevada.
No que se refere à pecuária, o Paraná dispõe de uma enorme criação bovina e se encontra sempre entre os maiores produtores de porcos do Brasil, principalmente no centro, sul e leste do estado. Nos últimos vinte anos, as criações tanto de bois quanto de porcos se desenvolveram muito. Da forma como nos demais estados da região Sul, são diferenciadas, no Paraná, as maneiras como se utiliza o solo de campo ou mata. Geralmente, nas áreas de campo, dedica-se à pecuária extensiva; nas matas, propagam-se as plantações e pastos artificiais para a engorda. O estado é o segundo maior produtor nacional de leite, com quase 5 bilhões de litros anuais, perdendo apenas para Minas Gerais. Na carne de frango, o Paraná ocupa a liderança brasileira no ranking de Estados produtores e exportadores. Na carne suína, o Paraná ocupa a segunda posição no ranking produtivo do país, com 21,01%, e a terceira colocação entre os estados exportadores, com 14,22%. Na piscicultura, o oeste paranaense, em municípios próximos a Toledo e Cascavel, se transformou na maior região produtora de peixes do país, tendo a tilápia como principal espécie cultivada. São também expressivos, no Paraná, a criação de ovos, de casulos do bicho-da-seda, mel e cera de abelha. O estado é o 2.º maior produtor brasileiro de ovos e de mel de abelha.
O subsolo paranaense é abundante em riquezas minerais. Existem grandes depósitos de areia, argila, calcário, caulim, dolomita, talco e mármore, além de outras pequenas jazidas (baritina, cálcio). A bacia carbonífera é a terceira do Brasil, e a de xisto, a segunda. Em relação aos minerais metálicos, foram quantificadas reservas de chumbo, cobre e ferro.

### Setor secundário
Embora o estado possua um grande parque industrial, na economia paranaense o setor secundário é atualmente o segundo menos relevante: em 2013, a participação da indústria representava somente 26,02% do valor total adicionado à de todo o território estadual. O Paraná tinha em 2018 um PIB industrial de R$ 93,7 bilhões, equivalente a 7,1% da indústria nacional. Empregando 792.630 trabalhadores na indústria. Os principais setores industriais são: Serviços Industriais de Utilidade Pública, como Energia Elétrica e Água (19,4%), Construção (17,4%), Alimentos (17,3%), Veículos Automotores (8,2%), e Derivados de Petróleo e Biocombustíveis (6,8%). Estes 5 setores concentram 69,1% da indústria do estado. Outros setores relevantes são os de Celulose e Papel (5%), Químicos (3,4%), Máquinas e Equipamentos (2,8%), Madeira (2,6%), Produtos de Metal (1,9%) e Máquinas e Materiais Elétricos (1,8%).
Em meados do século XX, as atividades econômicas da indústria impulsionaram consideravelmente a economia do Paraná. Foi em consequência desse impulso que a urbanização cresceu, não somente na área ao redor de Curitiba, como em centros interioranos, por exemplo, Ponta Grossa — maior parque industrial do interior —, Londrina, Cianorte e Cascavel. Os mais importantes gêneros industriais são o de alimentos e o madeireiro. Curitiba é o maior polo fabril e as mais importantes atividades de sua indústria constituem os de alimentos e de móveis, o madeireiro, de minerais não-metálicos, de produtos químicos e de bebidas.
Em 2019 o Paraná era o 2.º maior produtor de veículos do país, com 15% do total nacional, possuindo em seu território fábricas da Volkswagen, Renault, Audi, Volvo e DAF. Na Região Metropolitana de Curitiba, em São José dos Pinhais, encontram-se as unidades industriais (montadoras) da Volkswagen-Audi e da Renault, ambas de grande porte. Na indústria alimentar, o Paraná criou empresas como Frimesa, C.Vale, Nutrimental, Copacol, Coopavel e Matte Leão. Em 2019, o Brasil era o 2.º maior exportador de alimentos industrializados do mundo, com um valor de U$ 34,1 bilhões em exportações. O centro mais expressivo dos alimentos produzidos é Londrina, sendo também muito importante a atividade em Ponta Grossa, considerado um dos maiores parques moageiros de milho e soja da América Latina. O setor madeireiro está distribuído no interior, com importantes centros em Telêmaco Borba, União da Vitória, Guarapuava e Cascavel.
A mais importante indústria do estado é a Klabin, do setor de papel e celulose, que foi implantada na Fazenda Monte Alegre, no município de Telêmaco Borba. Em 2016, o Brasil foi o 2.º produtor de celulose no mundo e o 8.º produtor de papel. No setor de eletroportáteis, a brasileira Britânia é originária de Curitiba. Na indústria de eletrodomésticos, a Prosdócimo era uma empresa de nível nacional, fundada em Curitiba, que foi vendida para a Electrolux. Na indústria eletroeletrônica, há um pequeno pólo tecnológico em Curitiba, com companhias como Siemens e Positivo Informática. Ao todo, 87 empresas e 16 mil funcionários trabalham no Tecnoparque, uma área de 127 mil metros quadrados criada por lei estadual em 2007. O Tecnoparque pode crescer até 400 mil metros quadrados e receber até quadro vezes o número de trabalhadores que possui hoje, alcançando 68 mil pessoas.

### Setor terciário

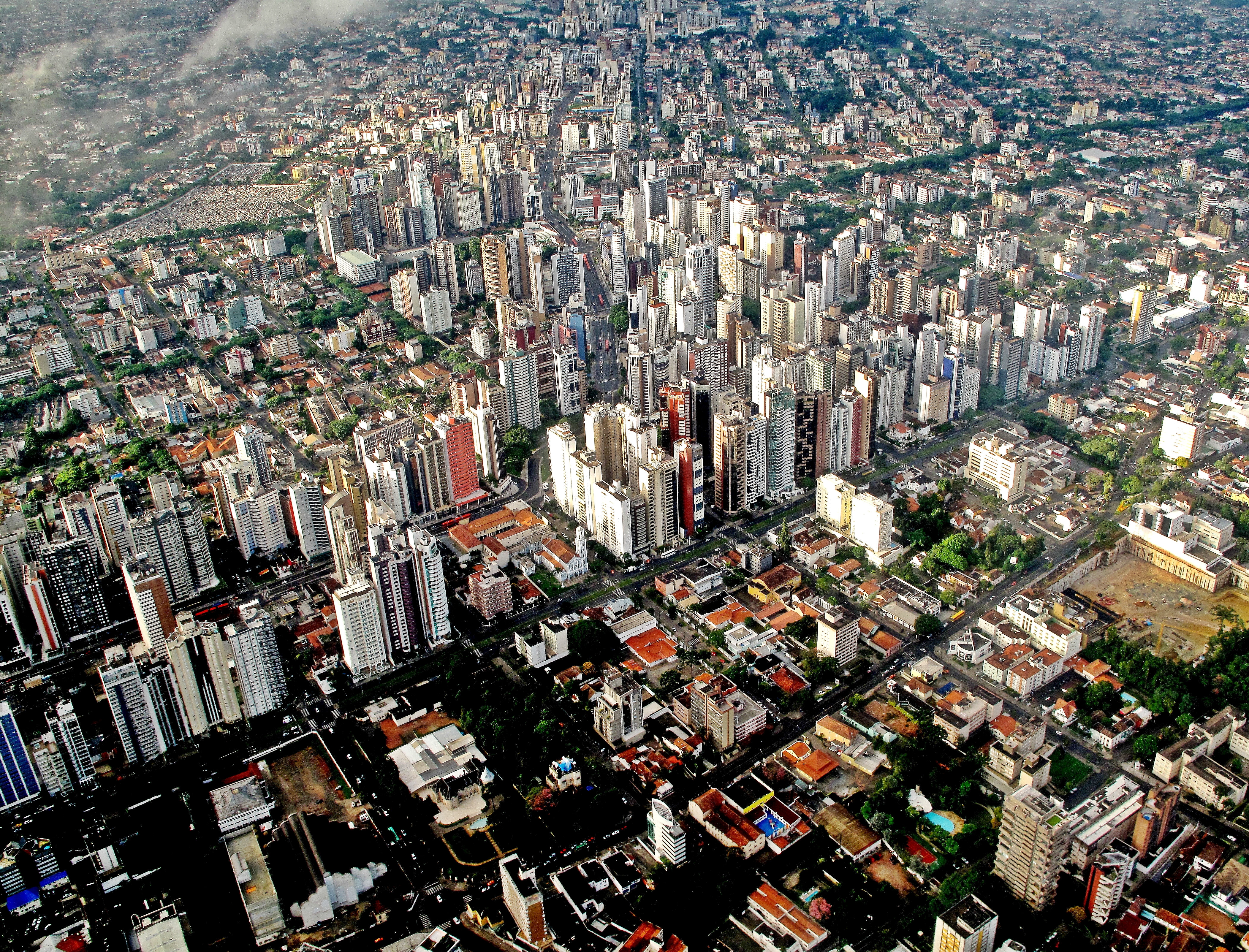
Centro de Curitiba

O setor terciário é o maior e mais relevante da economia paranaense: em 2013, a participação dos serviços representava 63,4% do valor total adicionado à de todo o estado. Segundo a Pesquisa Anual de Serviços (PAS) realizada pelo IBGE em 2013, existiam no estado 94 352 empresas, das quais 4 413 eram locais.
Em 2013, trabalharam para todas essas empresas, 712 191 trabalhadores, que totalizavam ao todo uma receita bruta de 75 551 590 mil reais, juntos com salários e outras remunerações que somavam um total de 13 442 569. No Paraná, existiam, em 2015, 1 559 agências (instituições financeiras), que renderam R$ 143 521 153 112 mil em operações a crédito, 211 648 844 mil à vista do governo, 8 972 412 757 mil privados, 37 528 225 778 mil em poupança, 42 277 904 694 mil a prazo e 327 991 725 mil reais em obrigações por recebimento.

#### Turismo
O Paraná é o estado brasileiro que possui a maior quantidade de parques nacionais, com destaque o Parque Nacional do Iguaçu e o de Superagui. Foz do Iguaçu, com mais de 270 cachoeiras e quedas d’água é mundialmente conhecida, principalmente pela Garganta do Diabo. Outra atração da cidade é a Usina Hidrelétrica de Itaipu que é aberta a visitação.
O Parque Estadual de Vila Velha, em Ponta Grossa, com pedras em diversas formas, é outro exemplo de ponto turístico do estado. Ainda em Ponta Grossa pode-se visitar o Buraco do Padre, a Capela de Santa Bárbara (construída pelos Jesuítas) e a Cachoeira da Mariquinha.
Em Maringá existe a Catedral de Maringá (Basílica Menor de Nossa Senhora da Glória), segundo monumento mais alto da América do Sul e décimo do mundo. Crescente visitação tem ocorrido na região do Cânion Guartelá, (6° maior do mundo e do Brasil) em Tibagi.
Curitiba é hoje um importante destino turístico brasileiro, especialmente procurado por turistas oriundos de estados vizinhos que chegam à cidade por via terrestre. Um importante aumento no “turismo de negócios” tem também se verificado nas últimas décadas. Seja por razões de lazer ou trabalho, o fluxo de visitantes estimado no ano de 2006 chega a ser surpreendente: mais de 1 800 000 pessoas, ou seja, maior que o número de habitantes da cidade.
Durante o ano inteiro, são realizadas feiras e festivais, merecendo destaque a Festa Estadual de Nossa Senhora do Rocio, Münchenfest de Ponta Grossa, a Oktoberfest de Rolândia, Carnaval de Tibagi, o Festival Internacional de Londrina, o Festival de Teatro de Curitiba (o principal do país), o Festival Folclórico e de Etnias do Paraná, e a Feira de Móveis do Paraná (Movelpar). Atraem ainda considerável interesse as feiras agropecuárias de grande porte, em especial a Expo Londrina.

## Infraestrutura

### Saúde

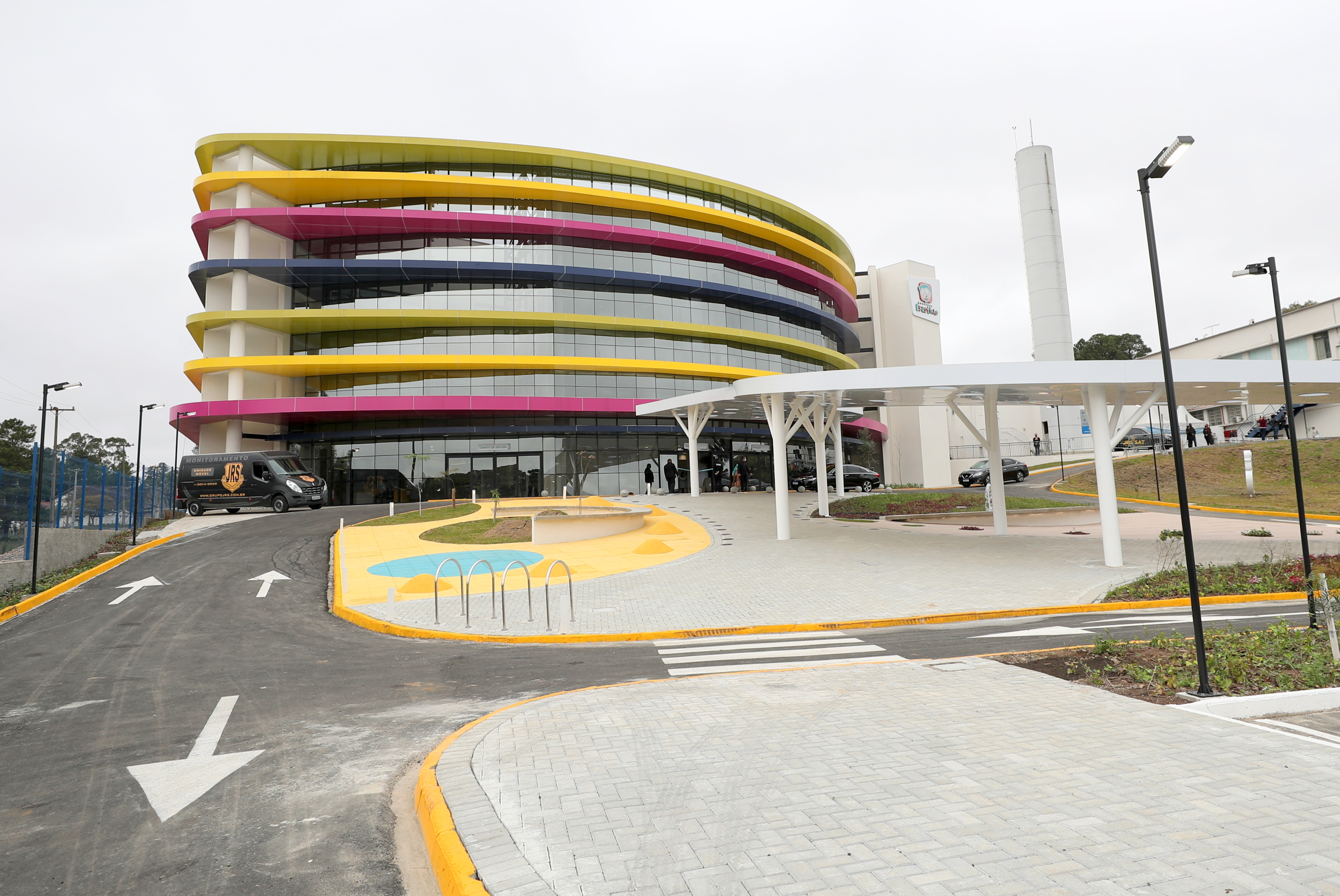
Hospital Erasto Gaertner, considerado o maior e mais moderno centro de tratamento de câncer no Sul do Brasil

São tidas como ótimas as condições de saúde do estado, o que torna elevado o nível de economia da população. Em 2005, funcionavam 4 780 estabelecimentos hospitalares, os quais contavam com 28 340 leitos e eram atendidos, em 2007, por 40 187 médicos, 5 832 enfermeiros e 19 229 auxiliares de enfermagem. Em 2005, da população, 86,1% dos paranaenses possuem acesso à rede de água, enquanto 68,5% são beneficiados pela de esgoto sanitário.
De acordo com uma pesquisa realizada pelo IBGE em 2008, 77,0% da população paranaense avalia sua saúde como boa ou muito; 67,4% realiza consulta médica periodicamente; 48,1% dos habitantes consultam o dentista regularmente e 8,3% esteve internado em leito hospitalar nos últimos doze meses. 33,4% declararam ter alguma doença crônica e apenas 27,0% tinham plano de saúde. Outro dado significante é o fato de 52,2% declararem necessitar sempre do Programa Unidade de Saúde da Família — PUSF.
Na questão da saúde feminina, 40,4% das mulheres com mais de 40 anos fizeram exame clínico das mamas nos últimos doze meses; 53,0% entre 50 e 69, mamografia nos dois; e 78,7% entre 25 e 59, preventivo para câncer do colo do útero nos três.

### Educação
Em 2009, foram registradas matrículas de 1 677 128 discentes, nas 6119 escolas de ensino fundamental do estado, das quais 769 073 eram municipais, 744 913 estaduais, 162 621 particulares e 521 federais. Quanto ao corpo docente era o mesmo formado de 82 217 professores, sendo que 11 923 eram particulares. Em 2009, ministrava-se o ensino médio, em 1713 estabelecimentos, com 74 114 discentes matriculados e 34 457 docentes. Dos 474 114 alunos, 3560 estavam na escola pública federal, 418 117 na estadual, e 52 437 na particular.
Em 2013, o total de alunos do ensino médio passou a 479 519 (queda de 1,06% em relação a 2012, quando havia 484 633 estudantes). Destes, 4 272 (0,9%) estavam na rede pública federal, 411 299 (85,8%) na estadual e 63 948 (13,3%) na particular. No mesmo ano, as instituições de ensino públicas e privadas da Educação Básica do Paraná atenderam 10 721 alunos portadores de necessidades especiais, representando um aumento de 10,6% em relação a 2012. Deste total, 13 (0,12%) estavam matriculados na rede federal, 1 540 (14,36%) na estadual, 3 601 (33,59%) na municipal e 5 567 (51,93%) na particular.
De acordo com o PNUD do ano 2010 o IDH-Educação do Paraná é de 0,668, o quinto maior índice entre os estados brasileiros, perdendo apenas para Rio de Janeiro, Santa Catarina, São Paulo e Distrito Federal. Dentre os municípios do estado, o melhor resultado foi de Curitiba com 0,768 e o pior foi Doutor Ulysses com 0,362. Ainda de acordo com a pesquisa, o índice de analfabetismo no estado em adultos acima de 25 anos era de 7,86%, sendo o menor de 1,48%, registrado em Quatro Pontes, e o maior de 24,51% no município de Itaúna do Sul.
Quanto ao ensino superior, em 2009, o estado tinha 183 estabelecimentos, onde foram registradas matrículas de 109 592 discentes, sendo 35 494 alunos em escolas públicas federais, 71 419 em estaduais, 2679 em municipais e 177 291 em particulares.
Em 1912 é fundada a Universidade Federal do Paraná, a primeira do Brasil e da região Sul do país. Além da UFPR, o Paraná tem universidades espalhadas pelo estado nas principais cidades de cada região. Ainda em Curitiba, encontra-se a sede da Pontifícia Universidade Católica do Paraná — PUCPR e do Centro Universitário Curitiba (UNICURITIBA), entidade sucessora da Faculdade de Direito de Curitiba criada em 1950. O estado conta com uma universidade federal multicampi, a UTFPR.
Em Ponta Grossa a universidade estadual é a UEPG, em Londrina é a UEL, Maringá conta com a UEM, Guarapuava é sede da UNICENTRO, Cascavel é a cidade-base da UNIOESTE, que ainda dispõe de câmpus espalhados por vários outros municípios, Jacarezinho é a cidade-base da UENP. O estado conta ainda a UNESPAR, Universidade Estadual do Paraná, a qual é composta por sete centros universitários, nas cidades de Apucarana, Campo Mourão, Curitiba, Paranaguá, Paranavaí, São José dos Pinhais e União da Vitória.

### Transportes
No estado existem seis aeroportos comerciais: o Aeroporto de Cascavel, Aeroporto de Londrina, Aeroporto de Maringá, Aeroporto Internacional Afonso Pena, na grande Curitiba, e o Aeroporto Internacional de Foz do Iguaçu.
Em 2021 o Paraná tinha 120.930 km de rodovias, sendo 21.173 km pavimentados, e destes, 1475 km eram rodovias duplicadas. As principais rotas são a conexão Ourinhos/SP-Londrina-Maringá-Cascavel (BR-369), a rota Dourados/MS-Maringá-Ponta Grossa-Curitiba (BR-376), a rota Paranaguá-Curitiba-Guarapuava-Cascavel-Foz do Iguaçu (BR-277), a Sorocaba-Curitiba e a São Paulo-Curitiba-Rio Negro. Esta última estende-se até o extremo sul do Rio Grande do Sul e pertence à BR-116.
O sistema ferroviário paranaense goza de notória presença na vida econômica do estado. No setor sul, as linhas da Ferroeste (Antiga Ferropar), a Ferrovia da Soja, que começou a ser administrada pela iniciativa privada em 1997 e restabelecida pelo governo no início de 2007, no trecho de Guarapuava a Cascavel, estendendo-se (em projeto) até Guaíra e Foz do Iguaçu. Outra estrada de ferro liga do Porto de Paranaguá até Curitiba, Guarapuava, Londrina, Ponta Grossa e Maringá. De norte a sul, se localizam as linhas da Rumo ALL, ex-América Latina Logística, que corresponde à malha meridional da ex-Rede Ferroviária Federal, que também passou para a iniciativa privada na década de 1990, que liga o Paraná com aos estados de São Paulo, Santa Catarina e Rio Grande do Sul.

### Serviços e comunicações
O estado conta com outros serviços básicos. No Paraná, existem várias empresas responsáveis pelo abastecimento de água. Em 345 dos 399 municípios paranaenses, a empresa responsável por água e saneamento básico (esgoto) é a Companhia de Saneamento do Paraná (Sanepar).

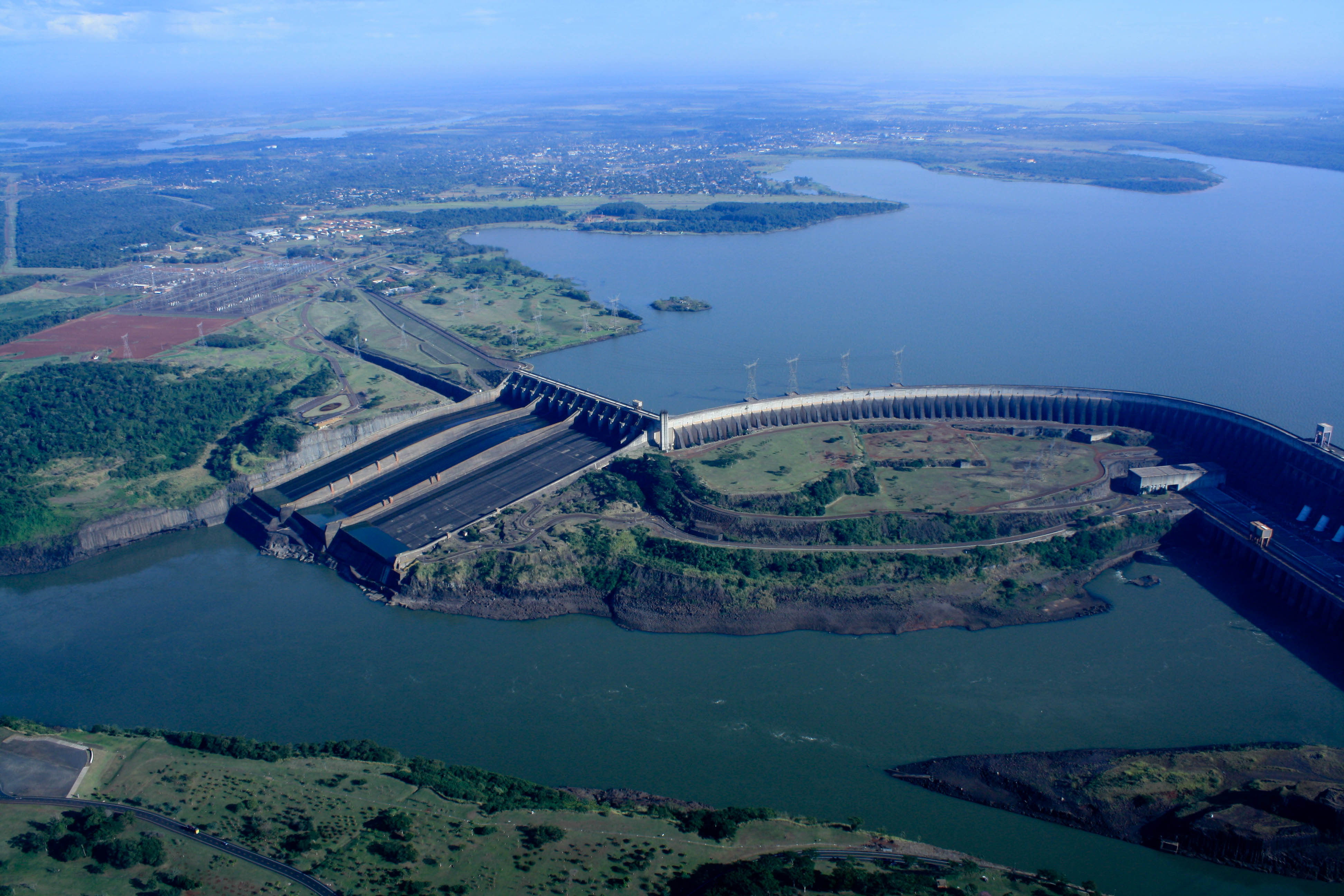
Vista aérea da Usina Hidrelétrica de Itaipu, na fronteira do Brasil com o Paraguai.

Em relação à energia elétrica, existe uma empresa no estado, a Companhia Paranaense de Energia. Além das hidrelétricas de Capivari-Cachoeira, no Capivari, a nordeste de Curitiba, e de Júlio Mesquita Filho, no rio Chopim, no sudoeste do estado, opera no Paraná a Usina Hidrelétrica de Itaipu, a segunda maior do mundo em produção de energia (depois da das Três Gargantas, na China), contudo, ainda a mais extensa em tamanho, na fronteira Brasil-Paraguai, e erguida em grupo com este país. Terminada em 1991, somente a partir daí toda a sua capacidade, de 12 000 MW, começou a ser utilizada, o que fez do Paraná o estado brasileiro que mais produz energia. No entanto, o Paraná ainda é abundante em energia produzida pelas usinas de açúcar e álcool, que fornecem eletricidade desde a queima do bagaço da cana.
Existem serviços de internet discada e banda larga (ADSL) sendo oferecidos por diversos provedores de acesso gratuitos e pagos. O serviço de telefonia fixa é oferecido por algumas operadoras, como a Brasil Telecom e a Sercomtel. O código de área (DDD) do estado varia, desde 041 até 046. No dia 2 de fevereiro de 2009, as regiões oeste e sudoeste passaram a serem servidas pela portabilidade, com outras cidades de DDDs 45 e 46, 19 (São Paulo), 93 e 04 (Pará).

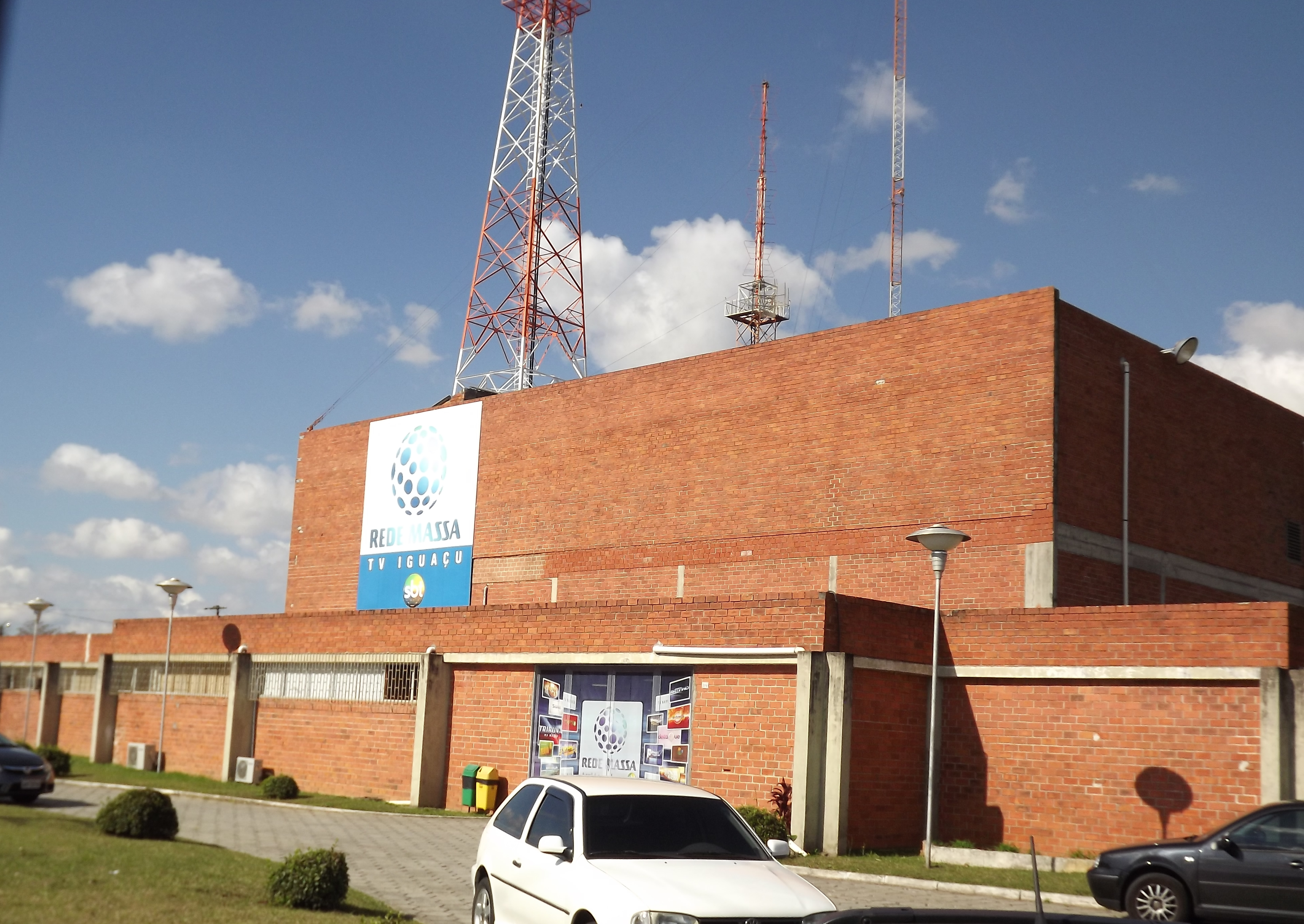
Sede da TV Iguaçu de Curitiba, afiliada à Rede Massa em março de 2008 e ao Sistema Brasileiro de Televisão desde 1981.

A secretaria responsável pelas comunicações em todo o Paraná é a Secretaria da Comunicação Social, que atua tanto na assessoria da imprensa, quanto no marketing e na Internet. Existem diversos jornais presentes em vários municípios do estado, como, por exemplo, Tribuna do Norte (em Apucarana), do Interior (em Campo Mourão), Diário Popular (em Curitiba), Gazeta do Iguaçu (em Foz do Iguaçu), dos Campos (em Ponta Grossa), Jornal do Oeste (Toledo), A Tribuna do Povo (Umuarama), de Cianorte, entre outros. Dois dos mais influentes jornais do país, Gazeta do Povo e O Estado do Paraná, são paranaenses e mantém suas sedes na capital. O Paraná também concentra um grande número de editoras que produzem algumas das principais publicações do estado. Entre elas se destaca a Imprensa da Universidade Federal do Paraná, editora de livros didáticos, técnicos e científicos, teses, revistas e periódicos, e encadernadora de brochuras e confeccionadora de impressos de qualquer natureza, de interesse aos setores, cursos, departamentos e unidades aos membros do corpo docente da UFPR.
No campo da televisão, o estado foi pioneiro com a criação da sua primeira emissora, a atual RPC Curitiba, pelo advogado e empresário Nagib Chede, em 29 de outubro de 1960. Com o passar do tempo, várias outras emissoras desenvolveram-se no estado e ganharam projeção nacional e regional, como foi o caso da CNT, a Rede Massa e a Mercosul, todas com sede na Grande Curitiba. Além disso, há transmissão de canais nas faixas Very High Frequency (VHF) e Ultra High Frequency (UHF). O Paraná é sede de alguns canais/emissoras de televisão, como a RIC Londrina, a RPC Foz do Iguaçu, a TV Educativa de Ponta Grossa, a TV Carajás (em Campo Mourão) e a TV Beltrão (em Francisco Beltrão).

### Segurança pública e criminalidade
As mais importantes unidades das Forças Armadas no Paraná são: no Exército Brasileiro, o Paraná faz parte do Comando Militar do Sul (junto dos estados do Rio Grande do Sul e Santa Catarina), sediado em Porto Alegre, pertencendo à 5.ª Região Militar e 5.ª Divisão de Exército (com Santa Catarina); merecem destaque no estado o 13.º Batalhão de Infantaria Blindado (Ponta Grossa) e o 20.º Batalhão de Infantaria Blindado (Curitiba); na Marinha do Brasil, o Paraná pertence ao 5.º Distrito Naval, sediado em Rio Grande; e na Força Aérea Brasileira, o Paraná integra o Cindacta II, localizado em Curitiba, responsável pelo radar no sul do Brasil, em todo Mato Grosso do Sul, porção meridional e oeste de São Paulo.
A Polícia Militar do Estado do Paraná (PMPR) tem por função primordial o policiamento ostensivo e a preservação da ordem pública no Paraná. Ela é Força Auxiliar e Reserva do Exército Brasileiro, e faz parte do Sistema de Segurança Pública e Defesa Social do Brasil. Seus integrantes são denominados Militares dos Estados, assim como os membros do Corpo de Bombeiros do Paraná.
O Corpo de Bombeiros da Polícia Militar do Paraná é um comando Intermediário da PMPR, cuja missão consiste na execução de atividades de defesa civil, prevenção e combate a incêndio, buscas, salvamentos e socorros públicos, no âmbito do Estado do Paraná. A corporação é força auxiliar e tropa reserva do Exército Brasileiro, e pertence o sistema de segurança pública e defesa social do Brasil. Seus integrantes são denominados militares dos Estados pela Constituição Federal de 1988, assim como os demais membros da Polícia Militar do Paraná.
A Polícia Civil do Estado do Paraná é órgão do sistema de segurança pública ao qual compete, nos termos do artigo 144, § 4º, da Constituição Federal e ressalvada competência específica da União, as funções de polícia judiciária e de apuração das infrações penais, exceto as de natureza militar. As principais instituições penitenciárias do estado são a Penitenciária Central e a Colônia Penal Agrícola.
Desde o final de 2014, o estado do Paraná utiliza tornozeleiras eletrônicas para fiscalização do cumprimento de pena por parte de presos do regime semiaberto. O uso desta tecnologia era estudado deste 2007, quando um modelo tornozeleira desenvolvido por uma empresa privada junto ao Instituto de Tecnologia para o Desenvolvimento, órgão subordinado ao governo estadual, foi apresentada ao então governador, Roberto Requião. Além de monitorar presos em regime semiaberto do estado, o governo do Paraná fornece parte de suas tornozeleiras para uso da Polícia Federal, mesmo que os monitorados tenham residência em outro, como é o caso do ex-diretor da Petrobrás preso durante a Operação Lava Jato, Paulo Roberto Costa, que cumpre prisão domiciliar no Rio de Janeiro.
Críticas severas tem sido feitas à falta de efetivos tanto da polícia civil quanto da militar e se mostrado uma preocupação dos paranaenses, são os mesmos da década de 80 para quase o dobro de população.

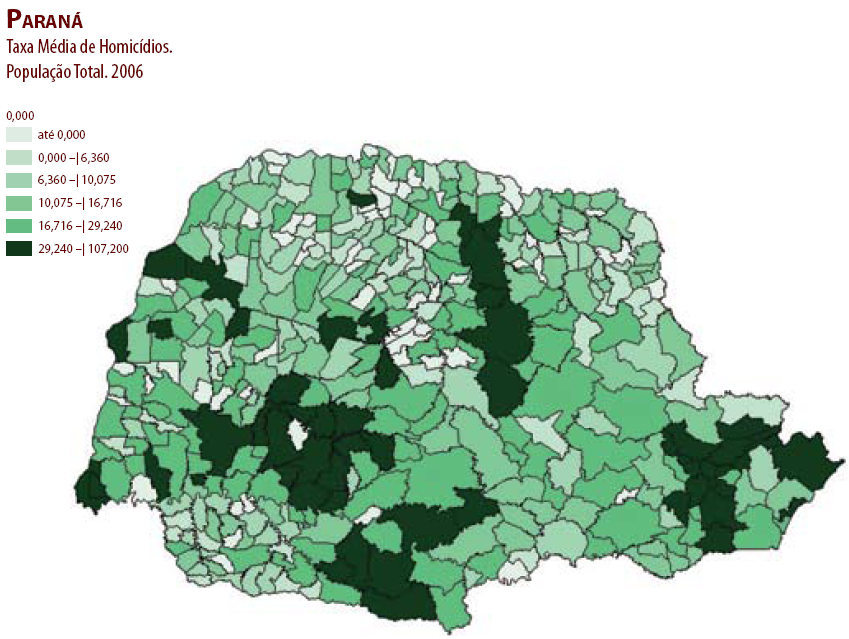
Mapa da violência no Paraná (2006)

De acordo com dados do “Mapa da Violência 2012”,, publicado pelo Instituto Sangari e pelo Ministério da Justiça, a taxa de homicídios por 100 mil habitantes, que era de 10,8 em 1980, subiu para 35,1 em 2009 (ficando acima da média nacional, que era de 27,0). Entre 2000 e 2009, o número de homicídios subiu de 1766 para 3 588. Em geral, o Paraná subiu sete posições na classificação nacional dos estados e Distrito Federal por taxa de homicídios, passando da décima-sexta posição em 2000 para a nona em 2010. Curitiba e região metropolitana possuíam taxas doze vezes maiores que a do estado (47,0), enquanto, no interior, o mesmo era um pouco menor que a média estadual (24,8). A taxa e o número de homicídios do estado começaram a cair em 2018, quando tinha registrado 2088 homicídios e uma taxa de homicídios de 18.40 por 100 mil habitantes, uma queda em comparação com os 2290 homicídios e a taxa de 20.2 registrada em 2017, a taxa de homicídios continuou a cair, até que em 2020 o estado registrou uma alta de homicídios, com 2035 homicídios, 134 a mais em comparação com o ano anterior.
Em 2000, 168 municípios não registravam nenhum caso de homicídios do estado, número caindo para 130 em 2010. Considerando-se todos os municípios com mais de cem mil habitantes, que em 2000 eram 60, passaram, em 2010, para 101 do total do mesmo. Entre os municípios acima de 50 000 e abaixo de 100 000 habitantes, destacam-se Pinhais e Piraquara, que apresentaram forte crescimento nos níveis de violência. Ao mesmo tempo, a região metropolitana da capital registrou um forte aumento de 126,7% nas taxas de homicídios, enquanto, no interior do estado uma queda de 24,8%.
Conforme o “Mapa da Violência dos Municípios Brasileiros 2008”, também publicado pelo Instituto Sangari, as cidades paranaenses que apresentavam as maiores taxas de homicídios por grupo de cem mil habitantes eram Foz do Iguaçu (98,7), Guaíra (94,7), Tunas do Paraná (90,1) e Rio Bonito do Iguaçu (80,1).
Apesar dos problemas enfrentados o  estado do Paraná é considerado um dos mais seguros do Brasil para se viver.

## Cultura

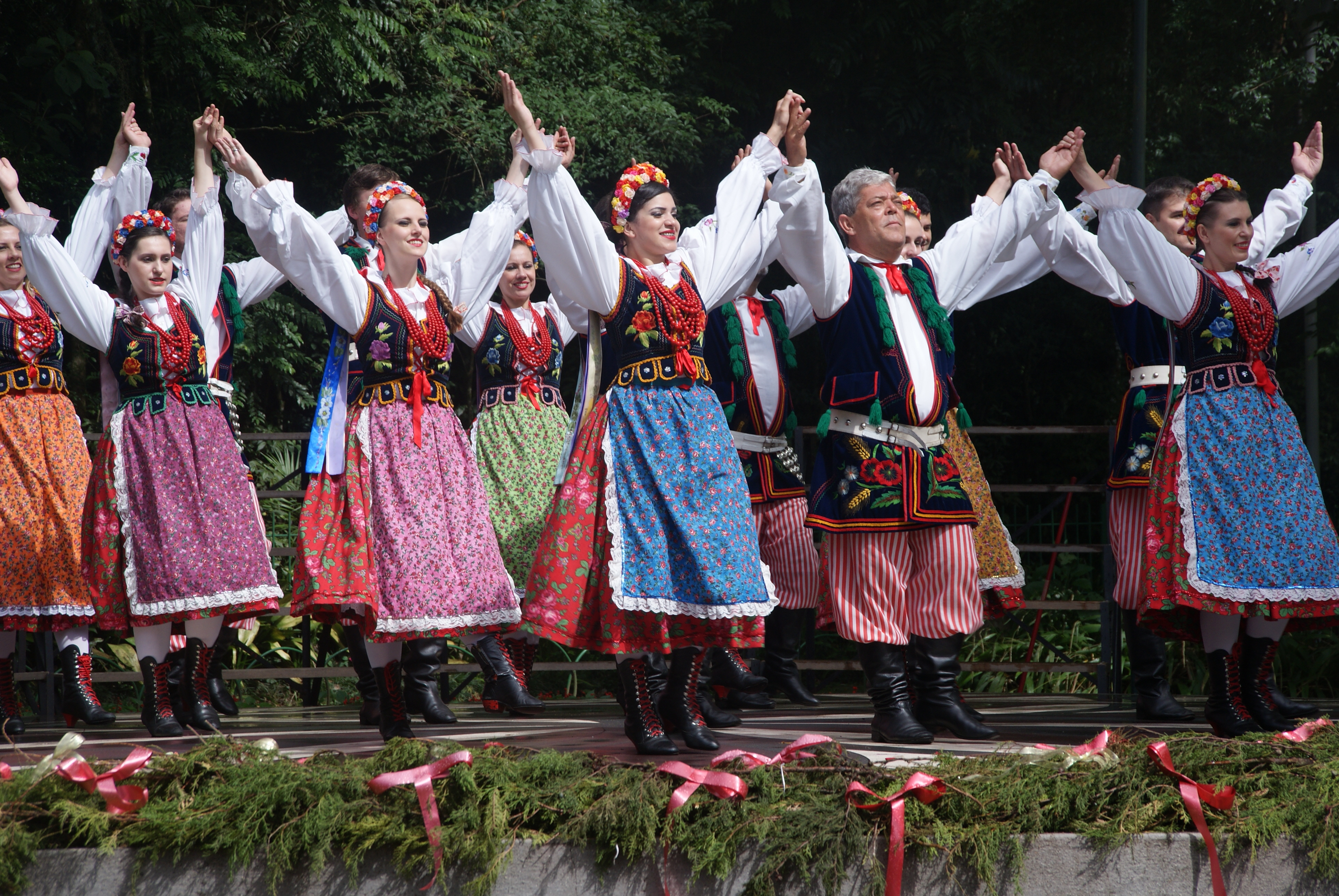
Festividade polonesa de Natal, evento da comunidade polonesa em Curitiba. A comunidade polonesa é uma das principais composições étnicas do povo paranaense.

Em sua composição étnica, a cultura do Paraná soma uma abundância de etnias como portugueses, espanhóis, italianos, alemães, neerlandeses, eslavos, poloneses, ucranianos, árabes, coreanos, japoneses, gaúchos, catarinenses, paulistas, mineiros, nordestinos, indígenas e africanos, as quais colaboraram para o fortalecimento da identidade do povo paranaense. É possível observar a cultura do estado no artesanato, na culinária, no folclore, quer dizer, nas diferentes maneiras de expressão dos paranaenses.
No começo do período colonial, os hábitos e as lendas dos índios redimensionaram a cultura da Europa, principalmente de Portugal e da Espanha. O povo paranaense recebeu, como legado dos indígenas, vários hábitos, como o costume de ingerir plantas herbáceas, milho, mandioca, mel e tabaco. Depois, os tropeiros colaboraram com o hábito de consumir o chimarrão, o café e o feijão-de-tropeiro. Os escravos africanos trouxeram como legado a feijoada, a cachaça, suas danças e ritos. Posteriormente, durante o período imperial, os imigrantes europeus, que se estabeleceram, especialmente no sul e leste do Paraná, deixaram manifestações próprias, que se mesclaram à preexistente cultura popular estadual. Tradições estrangeiras como, por exemplo, polonesas, alemãs, ucranianas, libanesas e japonesas, adicionaram-se às manifestações de procedência indígena, africana, lusitana e castelhana, diversificando ainda mais a cultura do Paraná. Dessa forma, o Paraná constitui uma imensa formação cultural que recebeu influência de grupos que vieram de seus países ou Estados por diversos motivos. Toda essa miscigenação diz respeito à cultura paranaense, representada e manifestada na arquitetura, na literatura, na música e em outras artes cênicas e visuais.
Entre os principais paranaenses ilustres podemos destacar: David Carneiro, um dos mais renomados historiadores brasileiros e pai do historiador David Carneiro Júnior; Moysés Paciornik, médico curitibano; Michel Teló, medianeirense, ex-integrante do Grupo Tradição; Tony Ramos, araponguense, ator da Rede Globo; entre os escritores, Dalton Trevisan, Helena Kolody e Paulo Leminski; os cientistas César Lattes, Metry Bacila, João José Bigarella e Newton Freire-Maia, este último mineiro radicado em Curitiba; Sônia Braga, maringaense; a dupla sertaneja Chitãozinho e Xororó, astorguense; Jaime Lerner, político, arquiteto e urbanista curitibano; Anízio Alves da Silva, inventor do supletivo (atualmente conhecido como Educação de Jovens e Adultos); Deivid Willian da Silva, londrinense, jogador do Clube Atlético Paranaense; Dirceu José Guimarães; Fábio Campana, natural de Foz do Iguaçu, jornalista; Aramis Millarch; os ex-governadores Roberto Requião de Mello e Silva e Moysés Lupion; Laurentino Gomes, maringaense, escritor; Grazi Massafera; Maria Fernanda Cândido; dentre vários outros.

### Instituições e bibliotecas

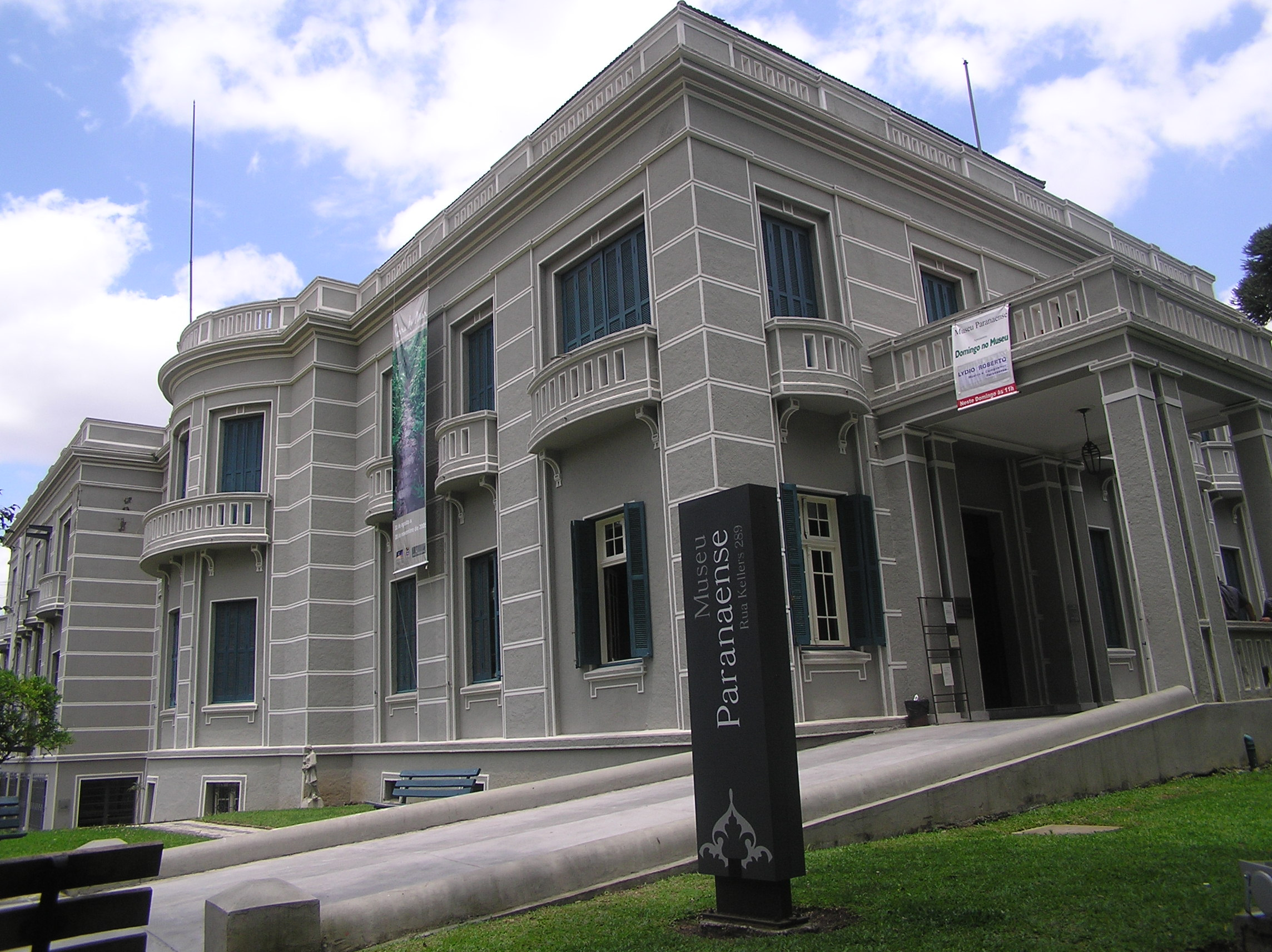
O Museu Paranaense, em Curitiba.

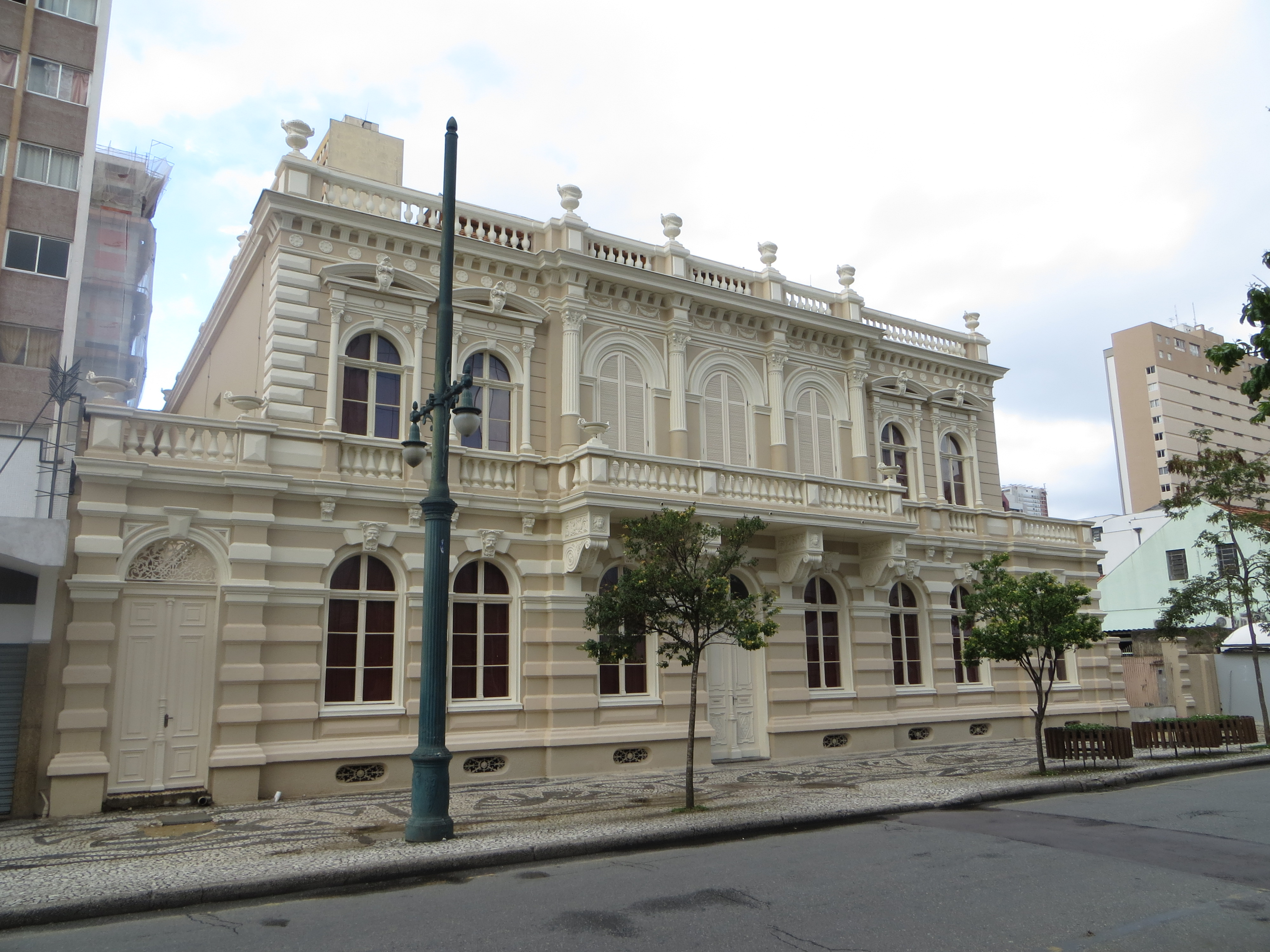
MIS-PR, em Curitiba.

A Universidade Federal do Paraná foi criada em 1912, e a Pontifícia Universidade Católica do Paraná, em 1959. Dos museus presentes no estado, os principais são o Museu Paranaense, criado em 1876, e o Museu da Imagem e do Som do Paraná (MIS-PR), criado em 1969, ambos em Curitiba.
Outra instituição famosa constitui o Museu Coronel Davi Antônio da Silva Carneiro, também na capital. O Patrimônio Histórico e Artístico Nacional tombou suas coleções, como as do Paranaense. Seu acervo tem peças arqueológicas, etnográficas e numismáticas. Em Paranaguá, dois museus movimentam visitantes: o Museu de Arqueologia e Artes Populares, vinculado à Universidade Federal do Paraná e que opera no antigo Colégio dos Jesuítas, e o do Instituto Histórico e Geográfico de Paranaguá.
As maiores bibliotecas encontram-se em Curitiba: a Biblioteca Pública do Paraná, a do Museu Paranaense, as da UFPR e a da PUCPR em Curitiba. Há também bibliotecas especializadas, como a do Instituto Paranaense de Assistência Técnica e Extensão Rural, que possui um grande acervo relacionado com tecnologias agrícolas, e a do Sindicato e Organização das Cooperativas do Estado do Paraná, especializada em assuntos relacionados com o cooperativismo.

### Patrimônio cultural, festivais e culinária

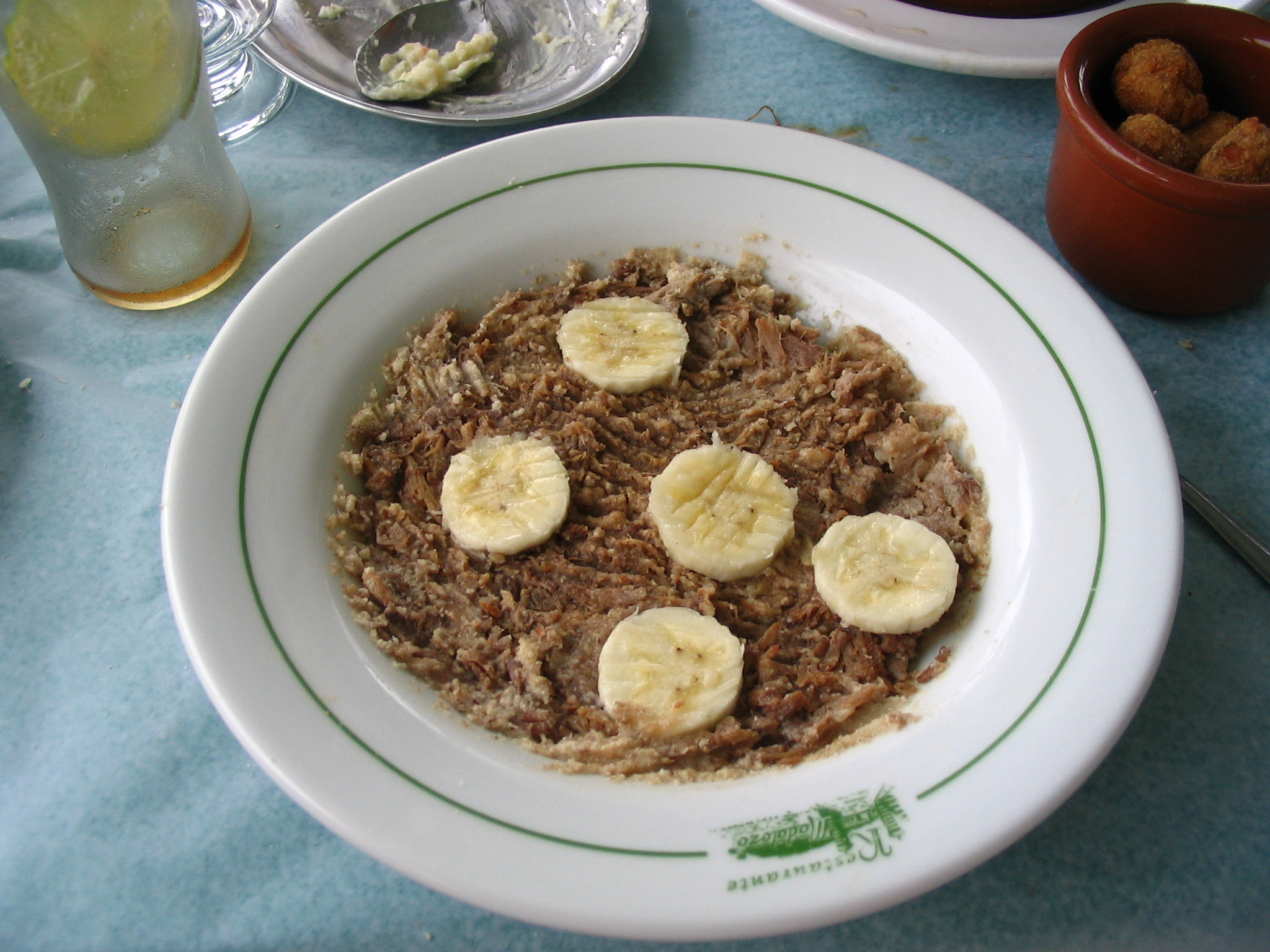
Um barreado feito num restaurante em Morretes.

O Patrimônio Histórico também catalogou, no estado, vários monumentos de importância arquitetônica e histórica, como a igreja matriz de São Luís, em Guaratuba, a casa na qual morreu o general Carneiro, em Lapa, a histórica residência dos jesuítas, e a fortaleza de Nossa Senhora dos Prazeres, em Paranaguá.
As principais festas religiosas do estado são a de Nossa Senhora do Rocio em Paranaguá, a de Nossa Senhora da Luz, em Curitiba, e a Congada da Lapa, de procedência africana e em honra a São Benedito, na cidade de Lapa. A quantidade de eventos artístico-culturais paranaenses é riquíssima e variada e apresenta o Festival Folclórico e de Etnias do Paraná, o Internacional de Música de Londrina, o de Dança de Cascavel, o de Teatro de Curitiba e o de inverno de Antonina.
Um dos estilos de dança mais tradicionais no estado é o fandango, mais especificamente o fandango caiçara típico do litoral. É considerado uma expressão musical-coreográfica-poética e festiva reconhecida como bem imaterial pelo Instituto do Patrimônio Histórico e Artístico Nacional (IPHAN).
As diversas origens de sua população são testemunhadas pela cozinha paranaense. A exemplo da feijoada brasileira, o prato mais característico do estado é o barreado, de origem açoriana é bastante degustado em todo o litoral paranaense, tem como ingrediente principal o cozimento da carne, por longo tempo, em panela de barro, até desfiar. O churrasco constitui, como em todo o sul, um dos pratos mais típicos do interior, junto dos alimentos apreciados pelas comunidades de imigrantes alemães, poloneses e italianos.

### Pontos turísticos

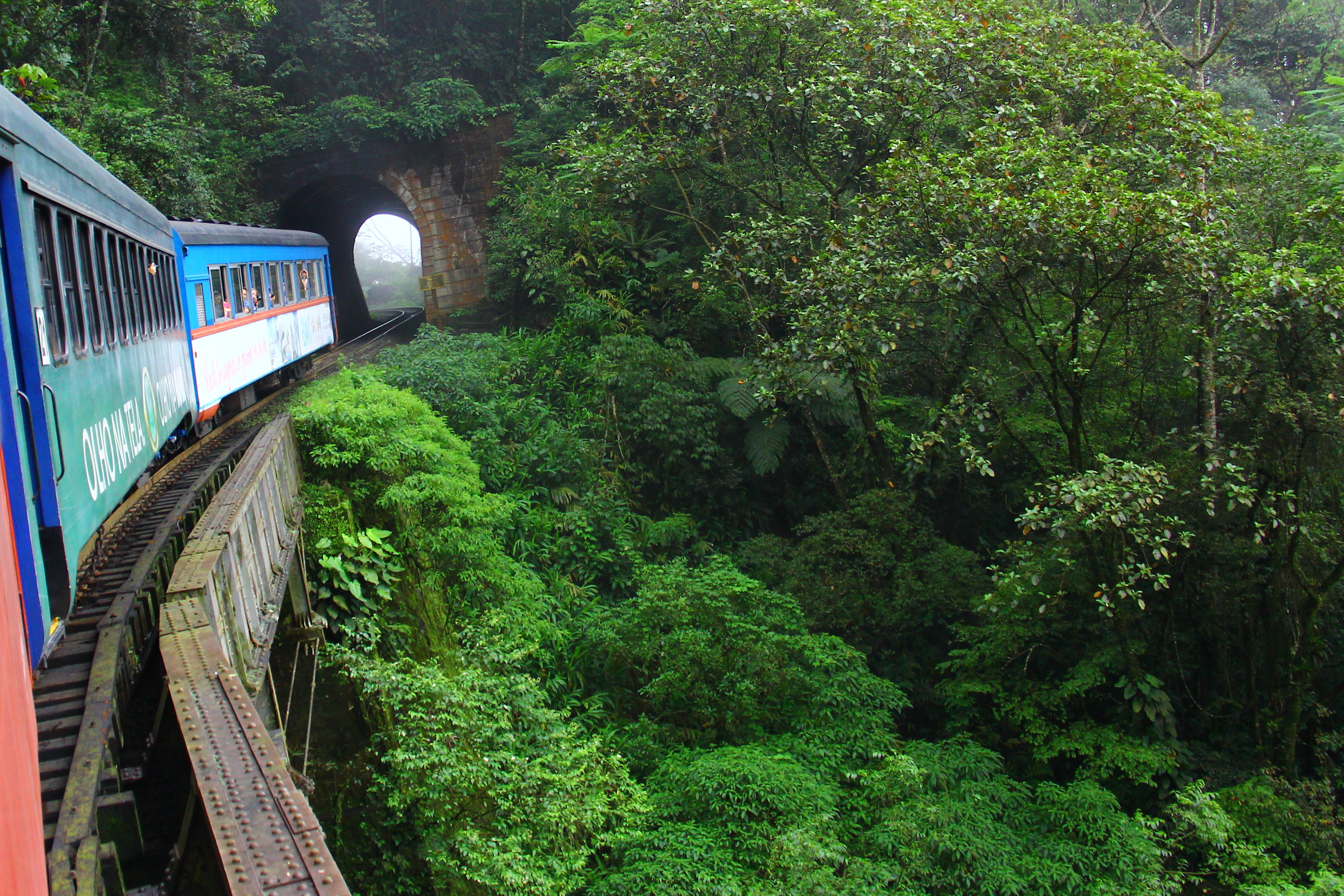
A Estrada de Ferro Curitiba-Paranaguá

Atravessado por estradas e repleto de restaurantes, o Paraná constitui um estado muito convidativo ao turismo. São dignas da atenção do turista a capital, com seus museus, jardins e universidades, o teatro Guaíra, o Passeio Público (com o jardim zoológico), os monumentos históricos de Paranaguá, Guaratuba, e Lapa, e especialmente a Estrada de Ferro Curitiba-Paranaguá, uma das obras mais conhecidas da engenharia brasileira. Dos trens que a cortam, avista-se um grandioso panorama que compreende, simultaneamente, paisagens serranas e litorâneas.

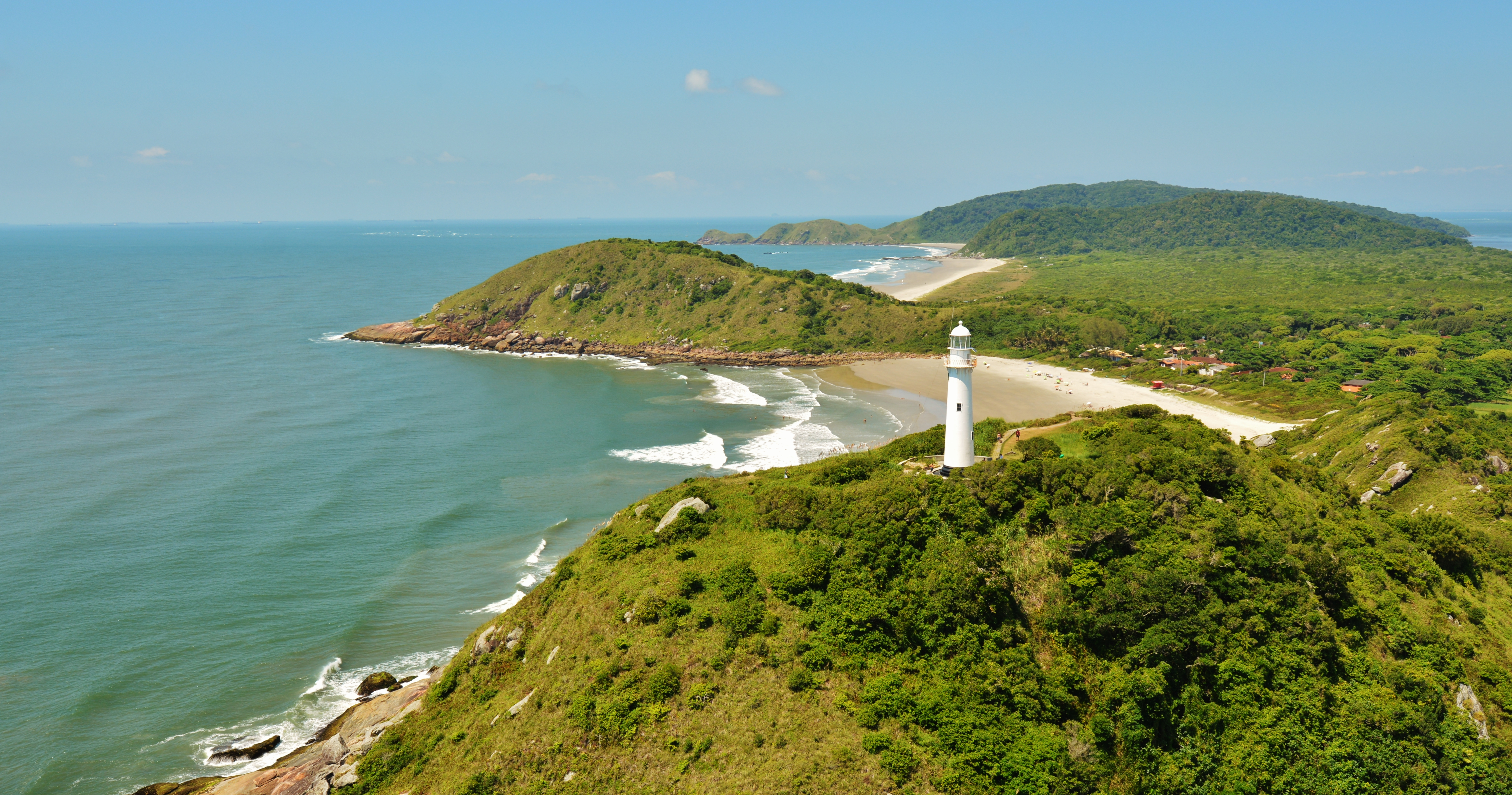
Vista aérea da Praia do Farol na Ilha do Mel

Antônio Rebouças, irmão (prematuramente morto) do engenheiro, monarquista e abolicionista André, projetou a ferrovia, no segundo reinado. Contra a hipótese de peritos estrangeiros convidados pelo governo para dar opinião, a estrada, acessível ao trânsito desde 1885, foi aberta em um traço em linha de simples aderência. Possui 111 km de extensão, 41 pontes e treze túneis, doze dos quais foram cavados na rocha viva, além do arrojado viaduto Vicente de Carvalho, com 84 m. Várias destas obras de arte foram criadas para superar os trechos mais complicados. Elas também são tidas como muito audaciosas, para a topografia da região.
São inúmeros os acidentes naturais de importância turística, como as rochas de arenito vermelho de Vila Velha, que aparentam dólmens, na periferia de Ponta Grossa; as grutas de calcário de Campinhos, em Tunas do Paraná, gruta da Lancinha (maior em biodiversidade do sul do Brasil) em Rio Branco do Sul, e do Monge, em Lapa; as cataratas do Iguaçu, em Foz do Iguaçu; o Parque Nacional do Iguaçu, com suas florestas; a ilha do Mel, com seu balneário, o farol, a caverna e a antiga fortaleza da Barra, em Paranaguá; as praias de Pontal do Sul, Praia de Leste, Matinhos, Caiobá e Guaratuba.

### Esportes
O futebol é o esporte mais popular no estado de Paraná, seguido por vôlei, basquete, ginástica, artes marciais e automobilismo. O futebol foi introduzido no início do século XX, tendo como principais equipes o Clube Atlético Paranaense, o Coritiba Foot Ball Club e o Paraná Clube, além de outros times menores. O Campeonato Paranaense, realizado anualmente desde 1915, é o principal evento de futebol no estado, organizado pela Federação Paranaense de Futebol, contando com a participação de doze equipes na primeira divisão. Os estádios de futebol Major Antônio Couto Pereira e a Arena da Baixada, ambos em Curitiba, são os maiores do Paraná.
O Paraná é sede de eventos esportivos nas mais diversas modalidades, seja de importância local, nacional e até mesmo internacional, entre os quais os Jogos Oficiais do Paraná, realizados pela secretaria estadual do esporte e que reúne os Jogos Abertos do Paraná, os Jogos Colegiais (JOCOPS), os Universitários (JUPS), os da Juventude (JOJUPS) e da Primavera (JEP); o Campeonato Mundial de Carros de Turismo, a Fórmula Truck, a GT3 Cup, a Stock Car Brasil e a SuperBike Brasil, eventos que são realizados no Autódromo Internacional de Curitiba e no Autódromo Internacional de Cascavel. O Paraná sediou quatro jogos da Copa do Mundo de 2014, realizados no Estádio Joaquim Américo Guimarães (Arena da Baixada), em Curitiba. Há ainda diversos incentivos à prática de esportes.
No estado nasceram os medalhistas olímpicos Vanderlei Cordeiro de Lima e Édson Luciano no atletismo; Natália Falavigna no taekwondo; Douglas Vieira no judô; Cyro Delgado na natação; Giba, Serginho, Elisângela Oliveira e Filó no vôlei; Emanuel Rego no vôlei de praia; além de medalhistas em Mundiais como Jadel Gregório no atletismo e Amanda, Karol Souza e Mayara Moura no handebol.

### Feriados
No Estado do Paraná, só há um feriado estadual: o dia 15 de novembro —  Dia de Nossa Senhora do Rocio, padroeira do estado. Este feriado foi oficializado através da Lei estadual nº 18.297/2014.
O Estado não possui data magna. Em 2014, foi apresentada e aprovada na Assembleia Legislativa do Paraná uma lei que instituía a dissolução do polêmico feriado da emancipação política do estado, passando a ser ponto facultativo. O feriado não era cumprido pelas empresas públicas e particulares.